# Historyczna dzielnica Kumajri
Historyczna dzielnica Kumajri (ormiańska: Կումայրի պատմական թաղամաս), znana również jako Muzeum-Rezerwat Historyczno-Kulturalny Kumajri, jest najstarszą częścią Giumri z własną unikalną architekturą. Znajduje się tu ponad tysiąc budynków pochodzących z XIX i XX wieku. Dzielnica jest jednym z niewielu miejsc w Armenii i na świecie, z autentyczną miejską architekturą ormiańską. Prawie wszystkie budynki w dystrykcie Kumajri przetrwały dwa duże trzęsienia ziemi odpowiednio w 1926 i 1988 roku. Historyczna dzielnica Kumajri zajmuje centralną i zachodnią część współczesnego Giumri.

## Historia

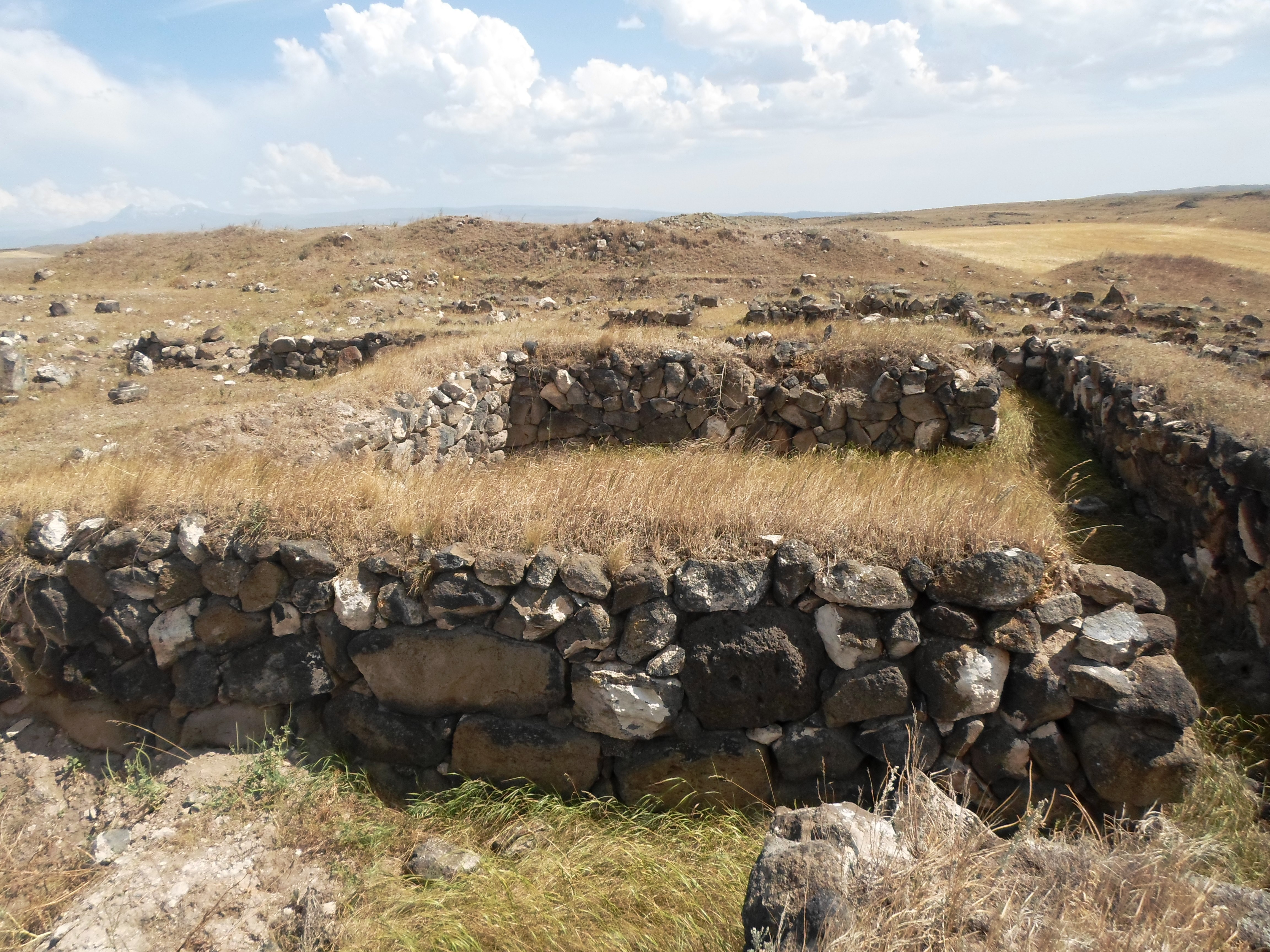
Orontydzka osada Kumajri, V–II w. p.n.e.

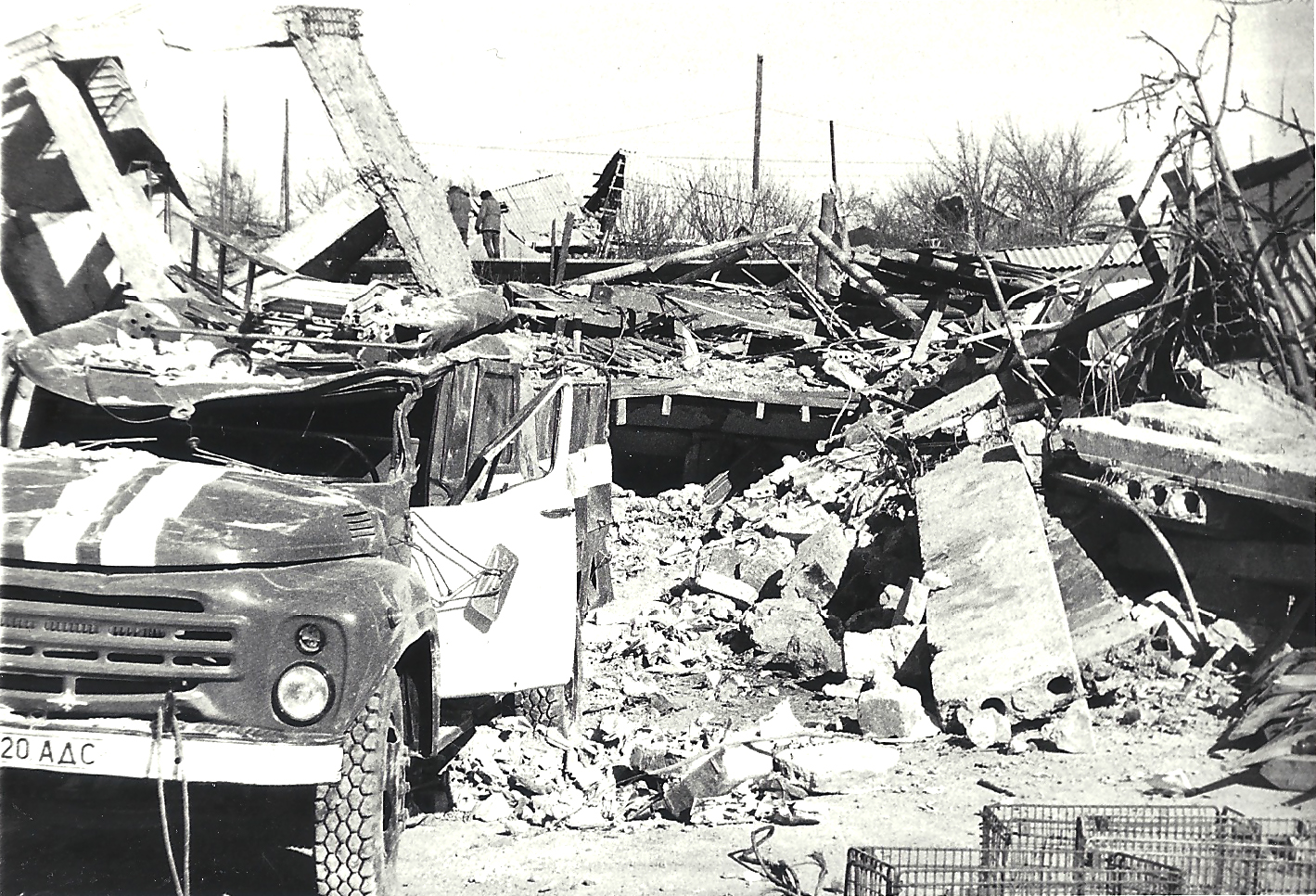
Trzęsienie ziemi w Spitaku w 1988 roku

Pierwsza wzmianka o tym obszarze została opisana jako Kumayri w historycznych inskrypcjach urartyjskich pochodzących z VIII wieku p.n.e. Historycy uważają, że Ksenofont przeszedł przez Kumajri podczas swojego powrotu nad Morze Czarne, podróż uwiecznioną w jego Anabaza.
Kumajri został ponownie wspomniany w 773 r. w relacjach o buncie przeciwko arabskiej dominacji pod wodzą Artawazda Mamikonjana, który doprowadził do odrodzenia państwowości ormiańskiej. Później, w trakcie i po panowaniu Bagratydów, Kumajri rozwinęło się w dobrze zbudowane, nowoczesne miasto, które było centrum handlu regionu.
W 1804 roku wojska rosyjskie kontrolowały region Sziraku na początku wojny rosyjsko-perskiej w latach 1804–1813. Kumajri stało się oficjalnie częścią Imperium Rosyjskiego na mocy traktatu w Gulistanie.
W okresie panowania rosyjskiego Kumajri stało się jednym z rozwijających się miast na Zakaukaziu. W 1829 roku, w następstwie wojny rosyjsko-tureckiej, nastąpił duży napływ ludności ormiańskiej, ponieważ około 3000 rodzin, które wyemigrowały z terytoriów Imperium Osmańskiego – w szczególności z miast Kars, Erzurum i Doğubayazıt – osiedliło się w Kumajri i okolicach.
W tym miejscu w 1837 roku zbudowano główną rosyjską twierdzę. Giumri zostało ostatecznie utworzone jako miasto w 1840 roku, stając się centrum nowo utworzonego Aleksandropola Uezdu, który w pierwszej dekadzie przeżywał szybki rozwój. W 1849 roku Ujzd Aleksandropolski stał się częścią guberni Erywan. Miasto było ważnym przyczółkiem sił zbrojnych Imperium Rosyjskiego na Zakaukaziu, gdzie urządzano ich koszary wojskowe (m.in. w Poligonach, Siewierskim, Kazachi Post). Rosjanie zbudowali twierdzę Sew Berd na zachodnim skraju miasta w latach trzydziestych XIX wieku w odpowiedzi na wojnę rosyjsko-turecką w latach 1828–1829.
Aleksandropol został szybko przekształcony w jeden z głównych ośrodków wojsk rosyjskich podczas wojny rosyjsko-tureckiej w latach 1877–1878. Po wybudowaniu dworca kolejowego w 1899 roku, Aleksandropol doświadczył znacznego rozwoju i stał się największym miastem we wschodniej Armenii. Pod koniec XIX wieku w Aleksandropolu znajdowało się 430 sklepów handlowych, a także kilka warsztatów i instytucji kulturalnych.
Większość zabytkowych budynków w Kumajri pochodzi z XIX i XX wieku. Zabytki, takie jak domy ważnych ormiańskich osobistości kultury i bogatych rodzin z okresu przedsowieckiego, a także kilka kościołów, w tym rosyjska kaplica, nadal stoją.
Dzielnica przetrwała niszczycielskie trzęsienie ziemi w 1988 roku, zachowując znaczną część dziedzictwa kulturowego Giumri. Obejmuje kilka kościołów, starych domów z uroczymi dziedzińcami i brukowanymi uliczkami, które opowiadają historie z przeszłości.

## Zabytki
W historycznej dzielnicy znajduje się około 1600 zabytków o znaczeniu kulturowym, które znajdują się na ulicach Gorkiego, Abovyan, Rustaweli i Vardapets.
| Obiekt                                       | Zdjęcie | Opis |
| -------------------------------------------- | ------- | --- |
| Muzeum Architektury Narodowej w Dzitoghtsyan |         | Słynny dom rodziny Dzitoghtsyan został zbudowany w 1872 roku przez czterech braci, którzy wyemigrowali z zachodnioormiańskiej wioski Dzitogh do miasta Aleksandropol. Jest zbudowany ze słynnego czerwonego tufu z kamienia Shirak. Dom-muzeum prezentuje kolekcję cech życia społecznego Aleksandropola, od XIX wieku do 1920 roku. Znajdują się w nim również kulturalne, architektoniczne i religijne aspekty miasta. |
| Galeria sióstr Mariam i Yeranuhi Aslamazyan  |         | Galeria znajduje się przy centralnym placu Giumri. Budynek został zbudowany jako prywatna rezydencja w 1880 roku przez rodzinę Qeshishyan, która była znana jako bogaci kupcy. Po trzęsieniu ziemi w 1988 r. budynek galerii został przekazany bezdomnym i został ponownie otwarty w 2004 r. [8] Jest to jedyne muzeum nazwane na cześć artystek i poświęcone artystkom w Armenii. Budynek ten jest chroniony przez rząd od 1980 roku jako zabytek dziedzictwa historycznego i kulturowego. |
| Kościół Zbawiciela w Giumri                  |         | Ormiański Kościół Apostolski w centrum Kumajri. Został ukończony w 1872 roku i konsekrowany w 1873 roku. Budowa została zrealizowana dzięki darowiznom ludności Kumajri i rodziny Drampyan. Projekt kościoła został zaczerpnięty z architektury katedry w Ani. Jednak kościół Najświętszego Zbawiciela jest znacznie większy niż katedra w Ani. |
| Dom-muzeum Hovhannes Shiraz                  |         | Budynek został zbudowany w 1886 roku, z czerwonego tufu z prowincji Shirak i był domem bogatego kupca o imieniu Qeshishyan. Przez większą część okresu sowieckiego służył jako magazyn. W lipcu 1983 roku, nie chcąc czekać do śmierci Sziraza, aby go uhonorować, urzędnicy rządowi zaoferowali Szirazowi dom, w którym mógłby zamieszkać. Poeta mieszkał jednak w tym domu tylko przez rok, gdyż zmarł w marcu 1984 roku. Aby zachować jego dziedzictwo, budynek stał się później domem-muzeum na mocy uchwały rządu Armenii. |
| Sev Berd                                     |         | Czarna twierdza, która została zbudowana na szczycie wzgórza po rosyjskiej kontroli nad regionem. Pełne obwarowanie zajęło dekadę od położenia pierwszych kamieni węgielnych w 1834 roku. Twierdza to okrągła konstrukcja o 360 stopni wykonana z czarnego kamienia, od którego wzięła swoją nazwę. Po przegranej Rosji w wojnie krymskiej Sew Berd został zmodernizowany i wyznaczony na twierdzę "pierwszej klasy". Nigdy nie przeszedł oblężenia, ale miał strategiczne znaczenie w zwycięstwach nad Turkami w kolejnych wojnach, które trwały do 1878 roku. Twierdza została zdegradowana do statusu "drugiej klasy" w 1887 roku, po ostatniej wojnie rosyjsko-tureckiej w latach 1877–1878, w której Rosja zdobyła twierdze w Kars i Batumi. |
| Katedra Matki Bożej (Giumri)                 |         | Zbudowany w 1884 roku kościół Matki Bożej należy do stylu krzyżowego kościołów ormiańskich o zewnętrznym kształcie prostokąta. Dzwonnica znajduje się w szczycie głównego wejścia po zachodniej stronie budynku. Kościół zwieńczony jest dużą kopułą pośrodku otoczoną 2 mniejszymi kopułami. W przeciwieństwie do innych ormiańskich kościołów, ołtarz Matki Bożej jest wyjątkowy ze względu na swoją wieloikoniczną dekorację. |
| Piwiarnia Poloz Mukuch                       |         | Restauracja i znana piwiarnia w Giumri. Został otwarty w latach 60. w radzieckiej Armenii i znajduje się w historycznej dzielnicy Kumajri. Mieści się w starej rezydencji zbudowanej w 1860 roku. Piwiarnia została nazwana na cześć humorysty Mkrticha Melkonyana (1881-1931), pochodzącego z Giumri, lepiej znanego jako Poloz Mukuch. Obecnie piwiarnia jest jednym z najważniejszych zabytków miasta Giumri. |
| Hotel Paryż                                  |         | Dom Raphaelyana, zbudowany w latach osiemdziesiątych XIX wieku przez zamożną rodzinę o tym nazwisku jako budynek mieszkalny na wynajem. Później budynek stał się Hotelem Paryskim, a w okresie radzieckim służył jako szpital położniczy. Obecnie budynek jest w trakcie przebudowy przez prywatnych właścicieli. |
| Kościół św. Michała Archanioła (Giumri)      |         | Kościół został zbudowany w południowej części miasta. W pierwszej połowie XIX wieku wzgórze służyło jako cmentarz chrześcijański, na którym chowano ludność cywilną i żołnierzy. W 1853 roku kompleks otrzymał nazwę "Wzgórza Honoru". Kościół ten jest żywym przykładem małego klasycznego rosyjskiego kościoła zbudowanego z ormiańskiego czarnego kamienia tufowego i nosi imię św. Michała Arkhistratiga. Ze względu na materiał, z którego wykonany jest dach, mieszkańcy Aleksandrapola byli przyzwyczajeni do używania słowa plplan (co oznacza lśniący lub błyszczący) do opisania kopuły kościoła. W czasie zaboru sowieckiego kościół pełnił funkcję skarbca.                                                                           |

## Galeria

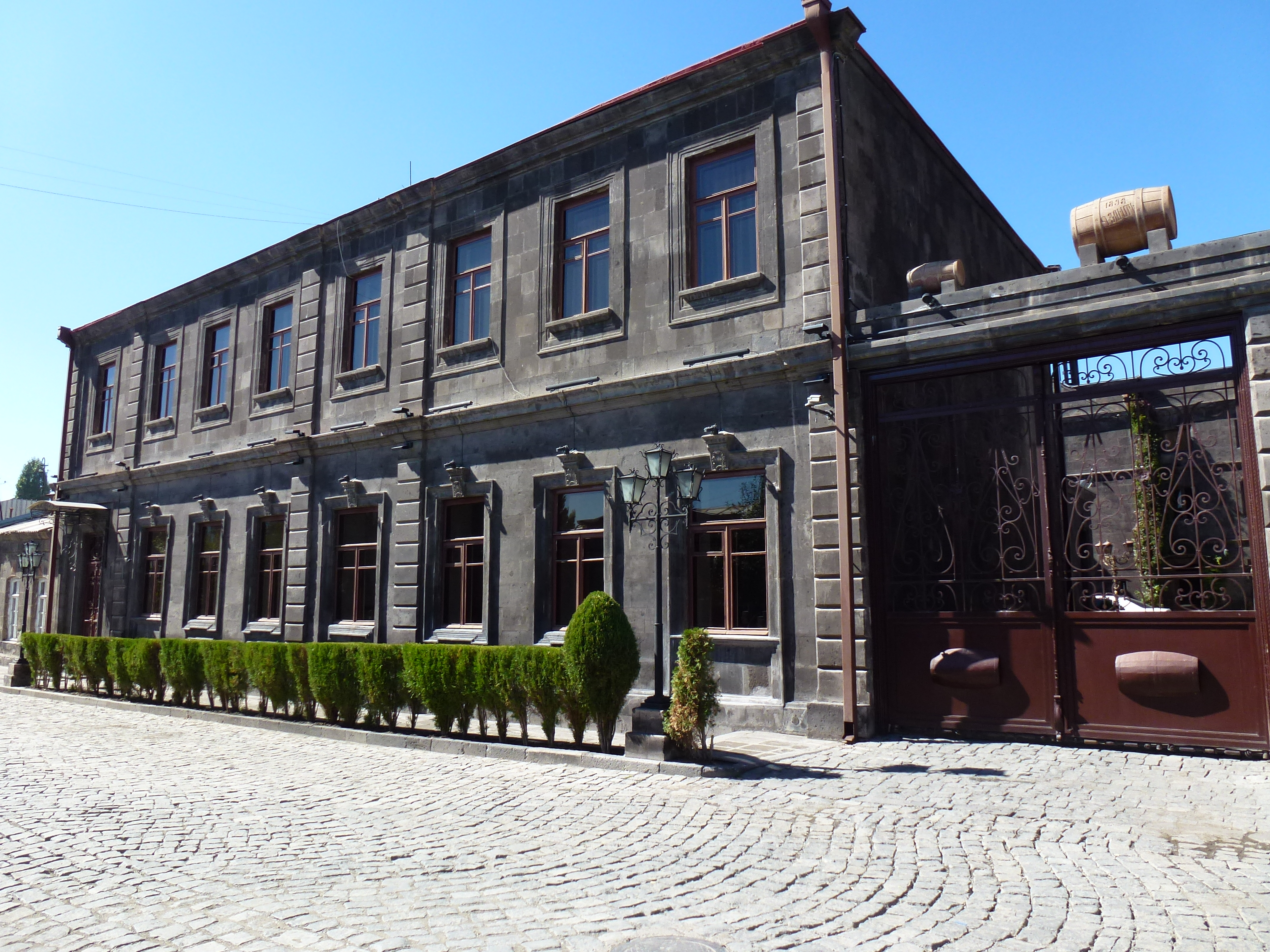
Budynek dawnej fabryki piwa Talikyan (To jest zdjęcie pomnika w Armenii zidentyfikowanego za pomocą identyfikatora 8.1/4.896 )
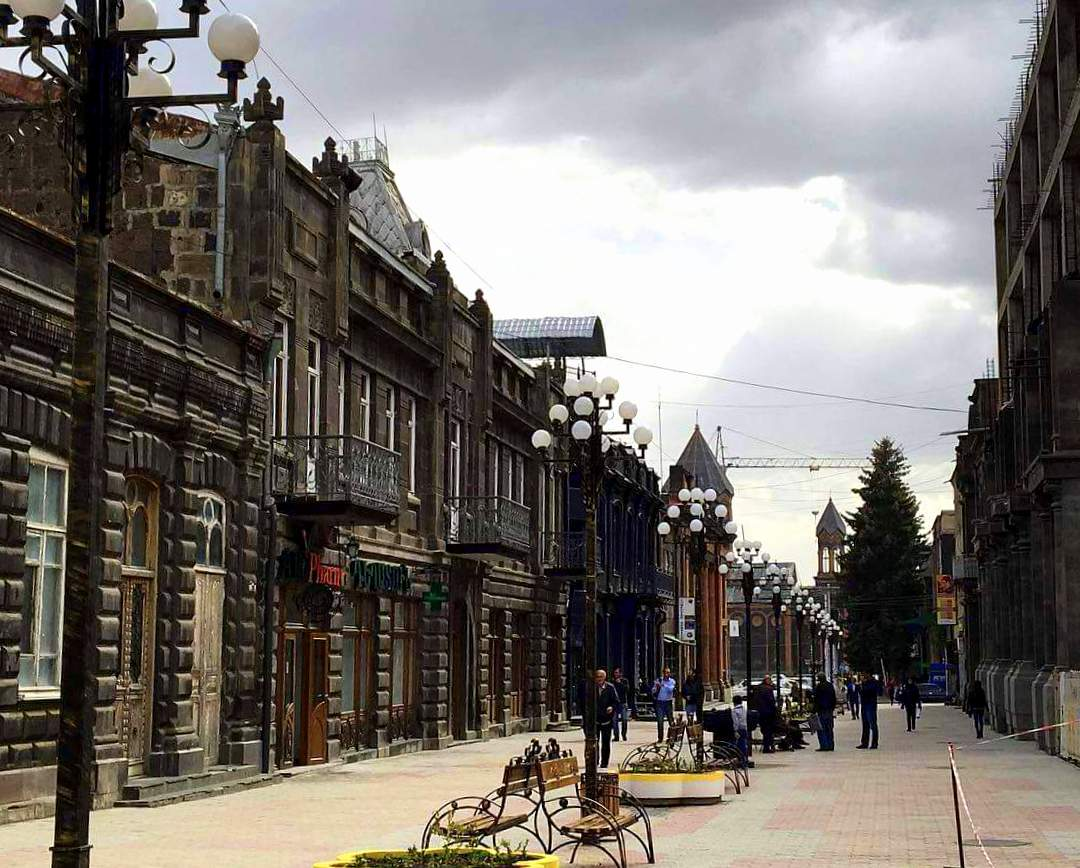
Aleja Abovyan, dawna ulica Aleksandrowska
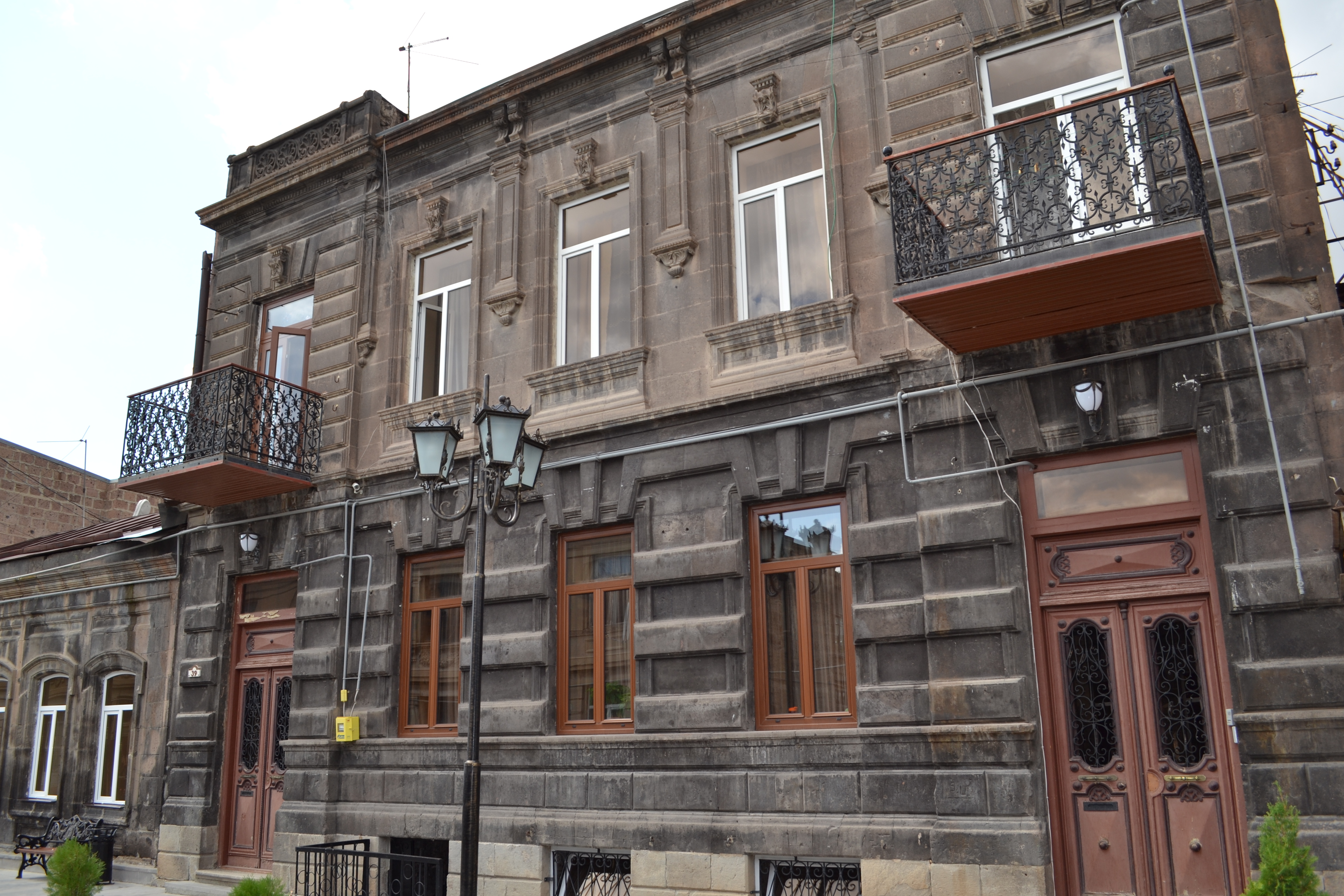
Dom w Giumri (To jest zdjęcie pomnika w Armenii zidentyfikowanego za pomocą identyfikatora 8.1/4)
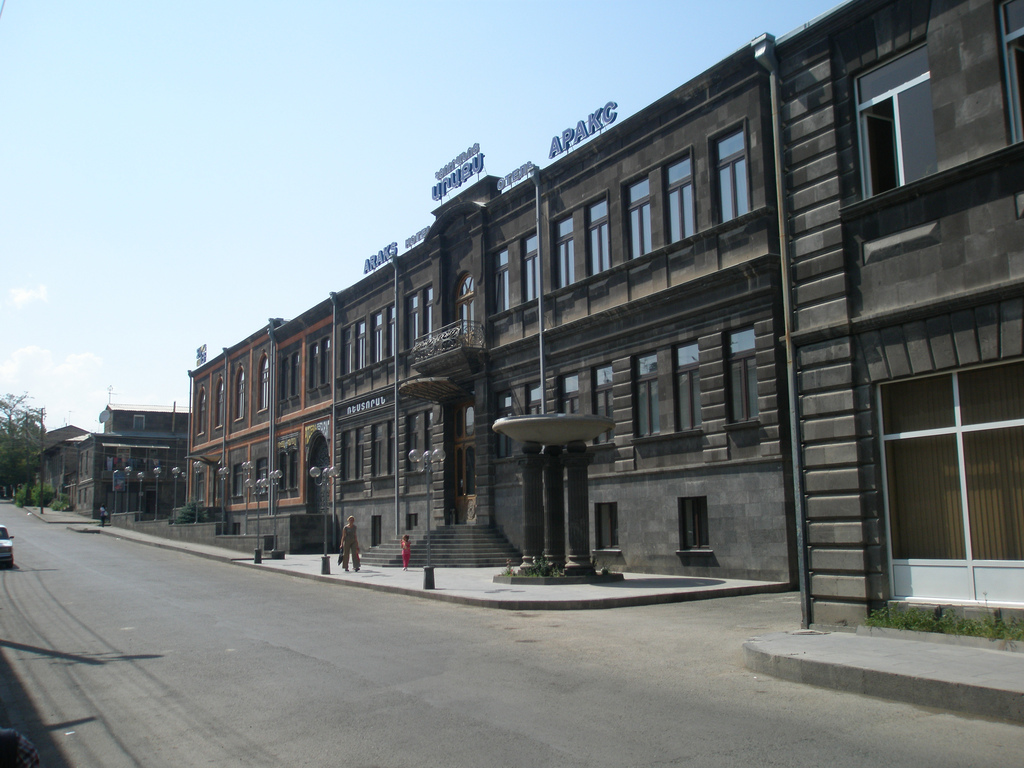
Widok ze starego Giumri (Araks Hotel)
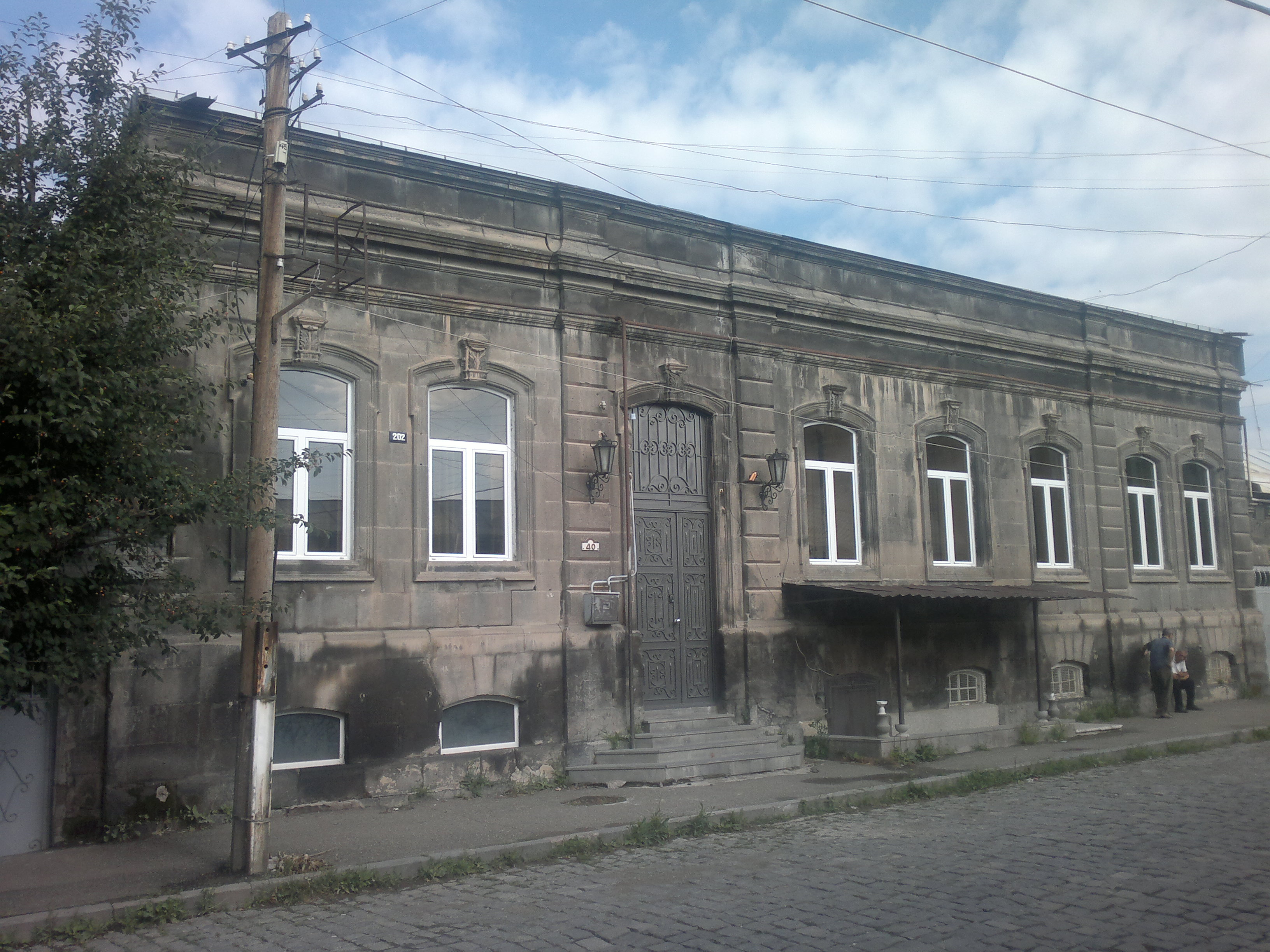
Apartament w Tshedra (To jest zdjęcie pomnika w Armenii zidentyfikowanego za pomocą identyfikatora 8.1/4.470)
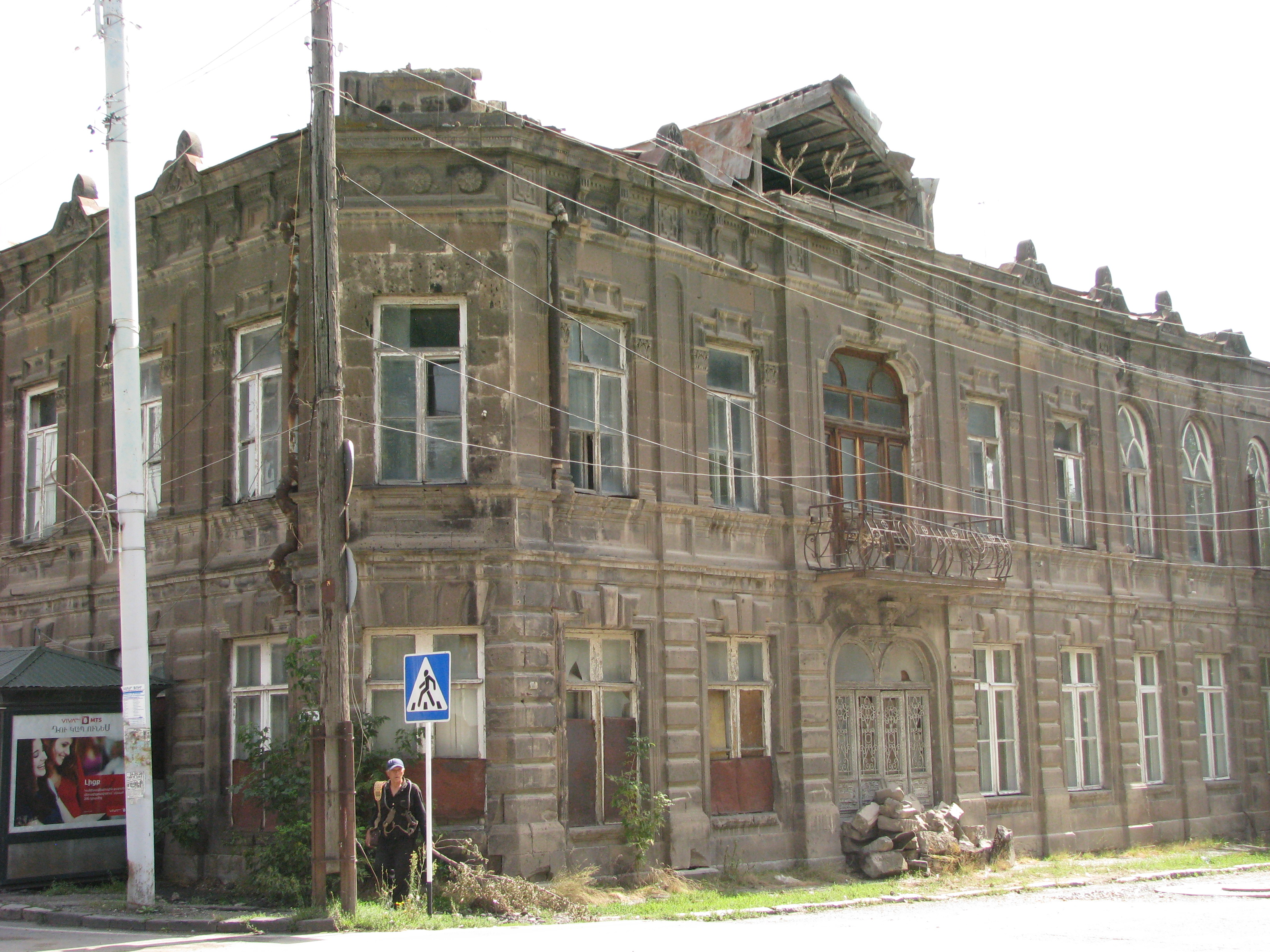
Dom Drampianów przy 89 Jivanu w Mandalaj (To jest zdjęcie pomnika w Armenii zidentyfikowanego za pomocą identyfikatora 8.1/4.923)
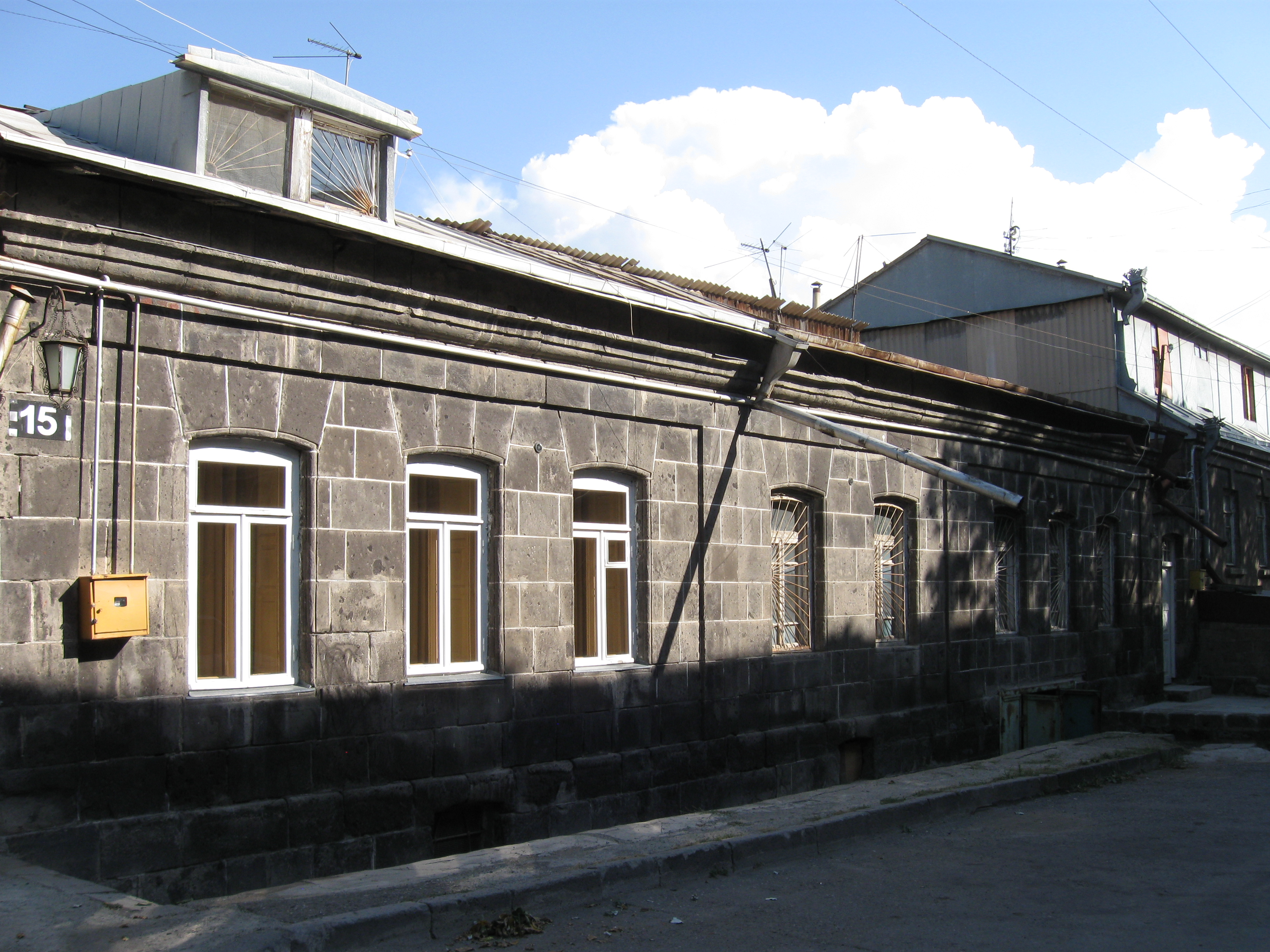
Dom mieszkalny z końca XIX wieku do początku XX wieku n.e. 15 (To jest zdjęcie pomnika w Armenii zidentyfikowanego za pomocą identyfikatora 8.1/4.427)
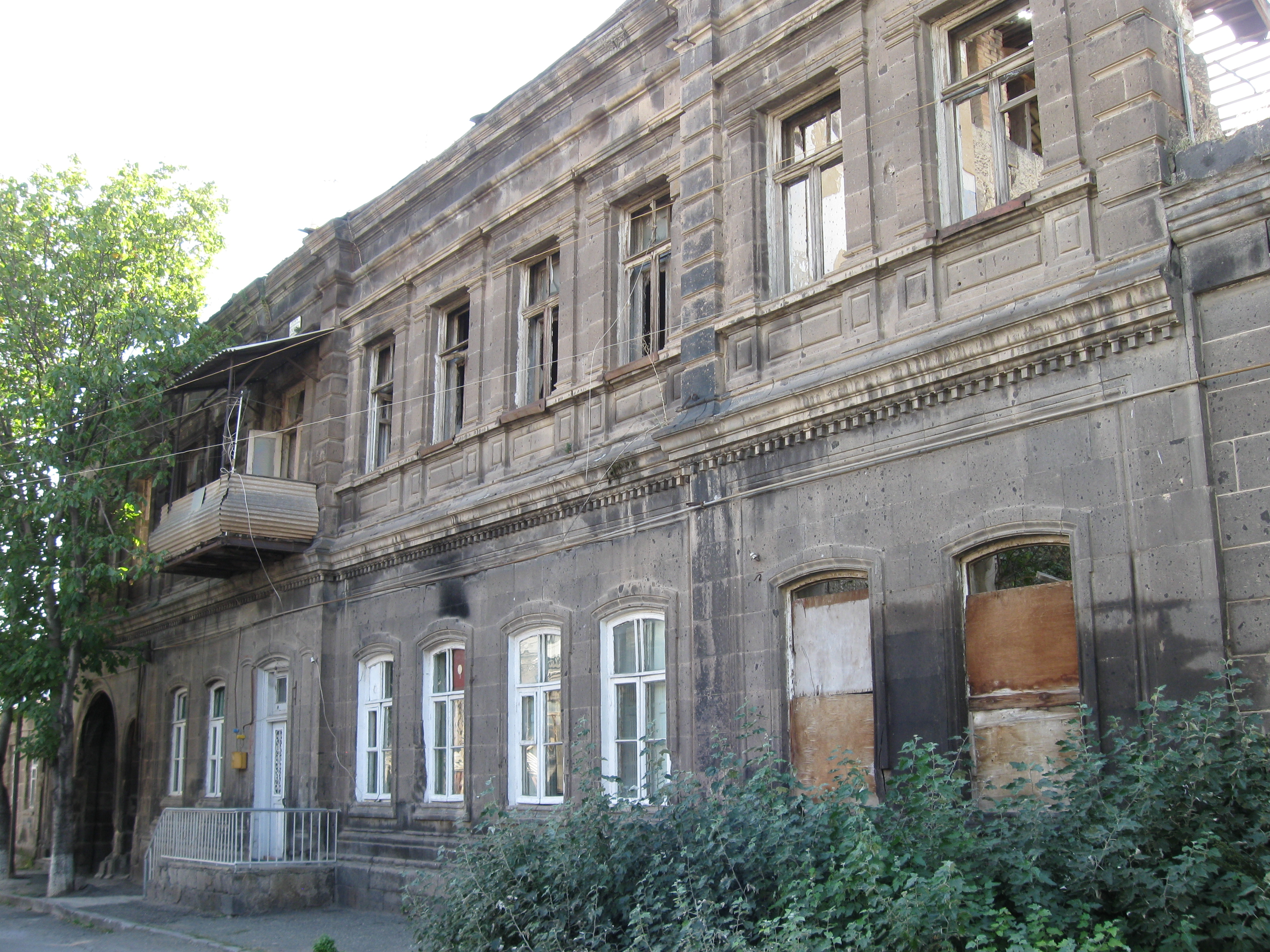
Dom mieszkalny z końca XIX wieku do początku XX wieku n.e. 22 (To jest zdjęcie pomnika w Armenii zidentyfikowanego za pomocą identyfikatora 8.1/4.429)
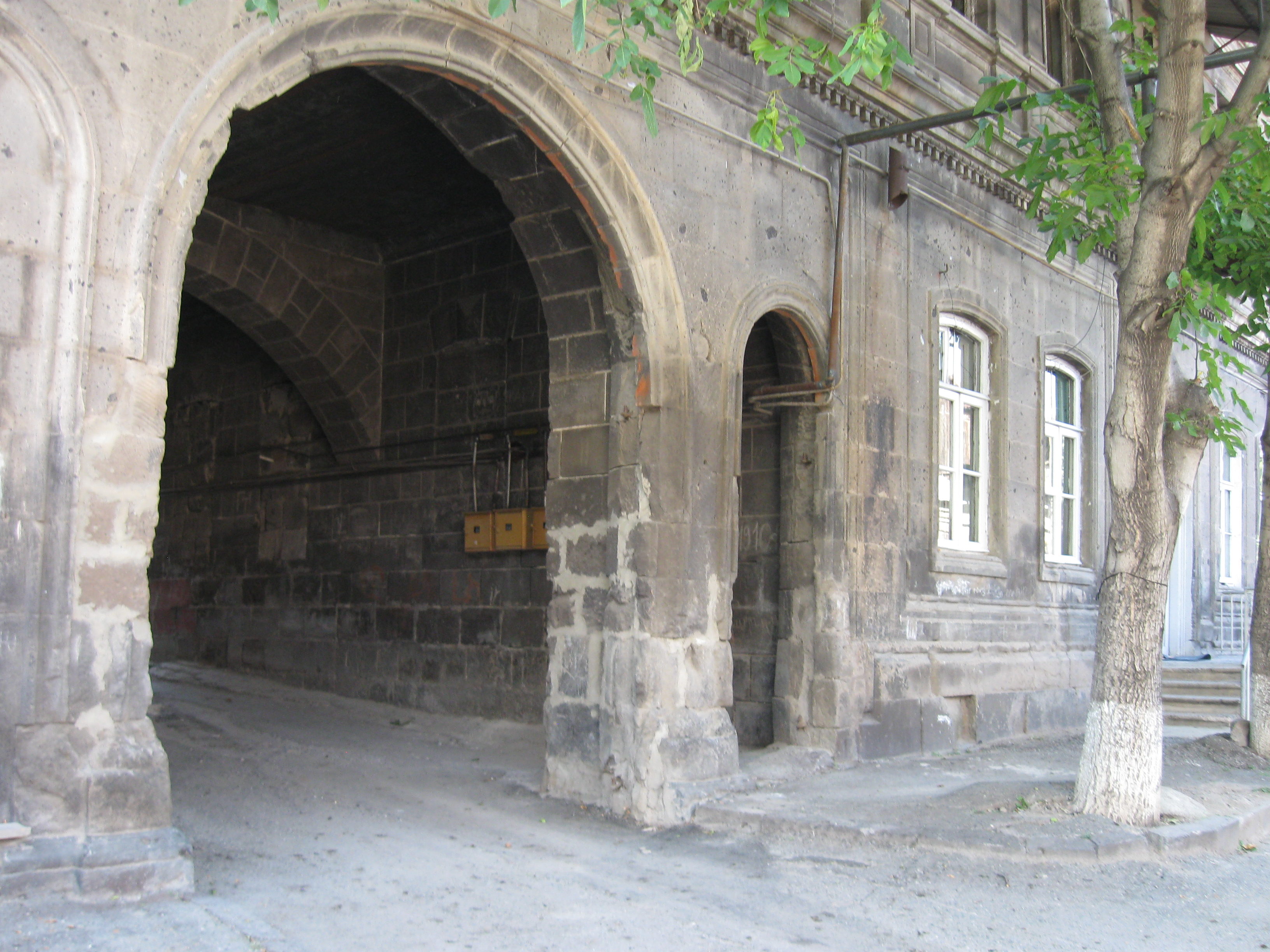
Dom mieszkalny z końca XIX wieku do początku XX wieku n.e. 22 (To jest zdjęcie pomnika w Armenii zidentyfikowanego za pomocą identyfikatora 8.1/4.429)
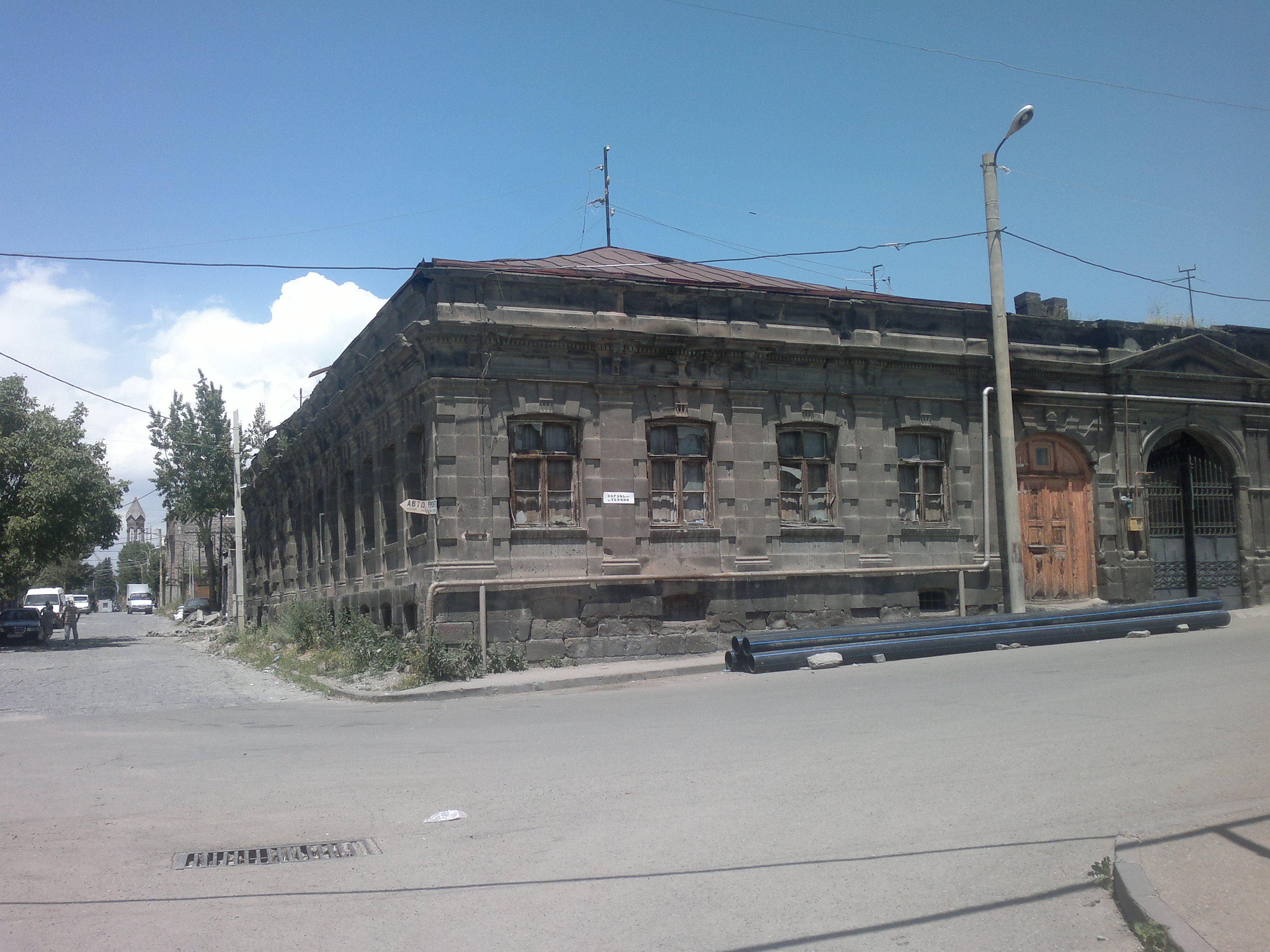
Apartament w Tshedra (Teryan 163/Abovian 69)
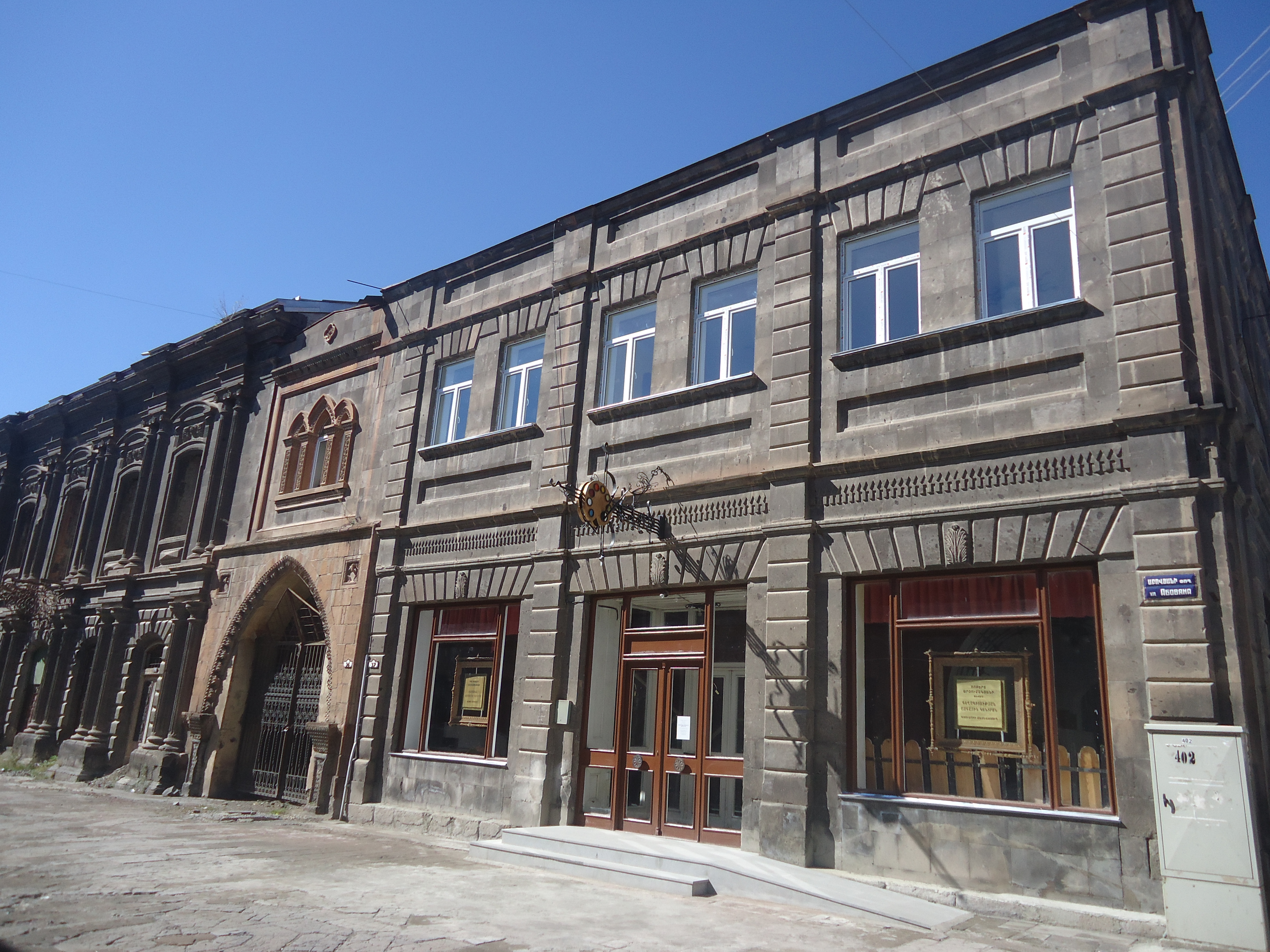
Struktura w rezerwacie Kumari, Abovian 216 (To jest zdjęcie pomnika w Armenii zidentyfikowanego za pomocą identyfikatora 8.1/4.943)
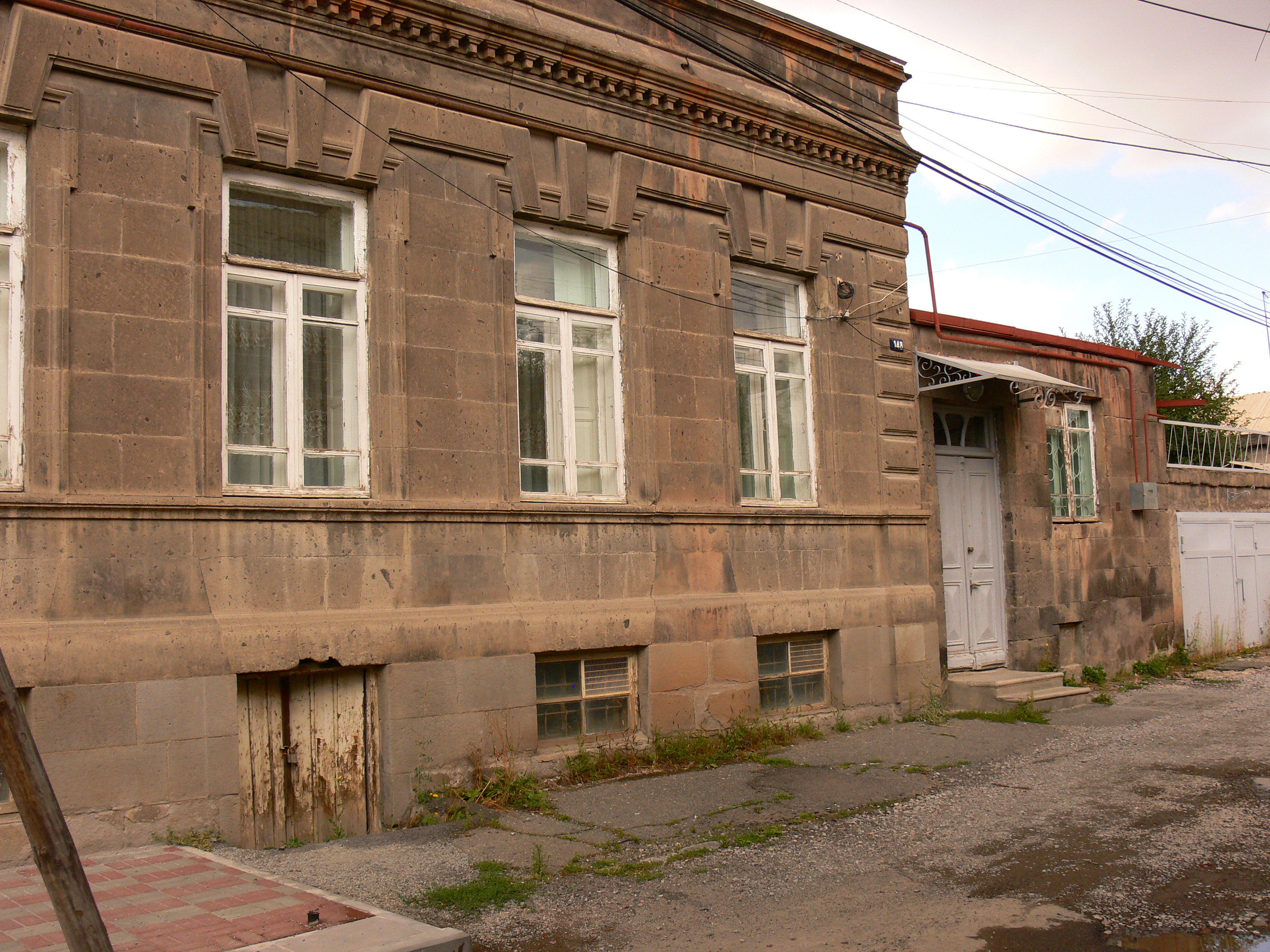
Dom mieszkalny, ul. Abchazja. ul. Furmanowa 148. 63, 20 d. początek, budynek narożny (To jest zdjęcie pomnika w Armenii zidentyfikowanego za pomocą identyfikatora 8.1/4.469)
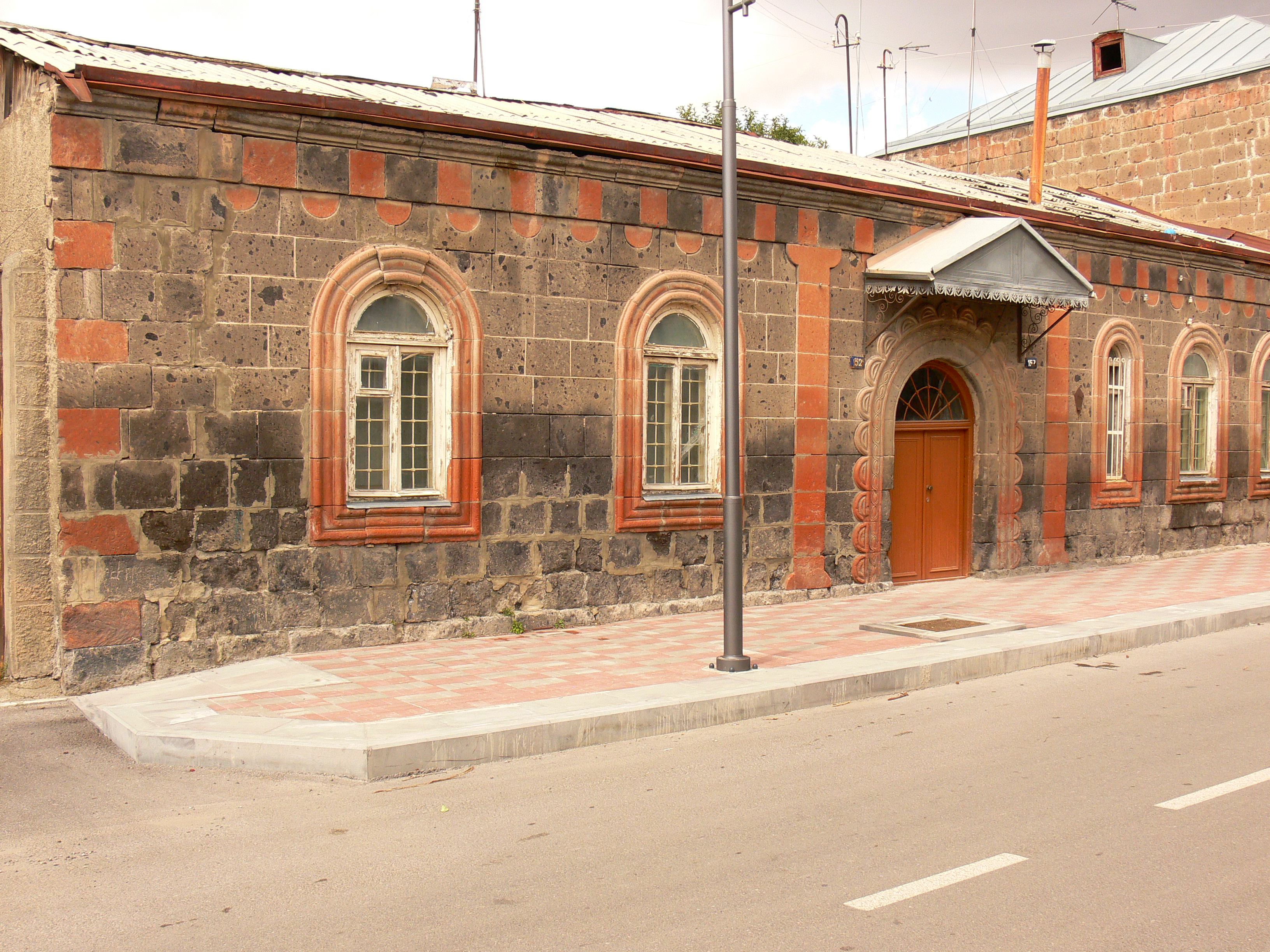
Dom mieszkalny, ul. Abchazja. 152, lata 1870. (This is a photo of a monument in Armenia identified by the ID 8.1/4.346)
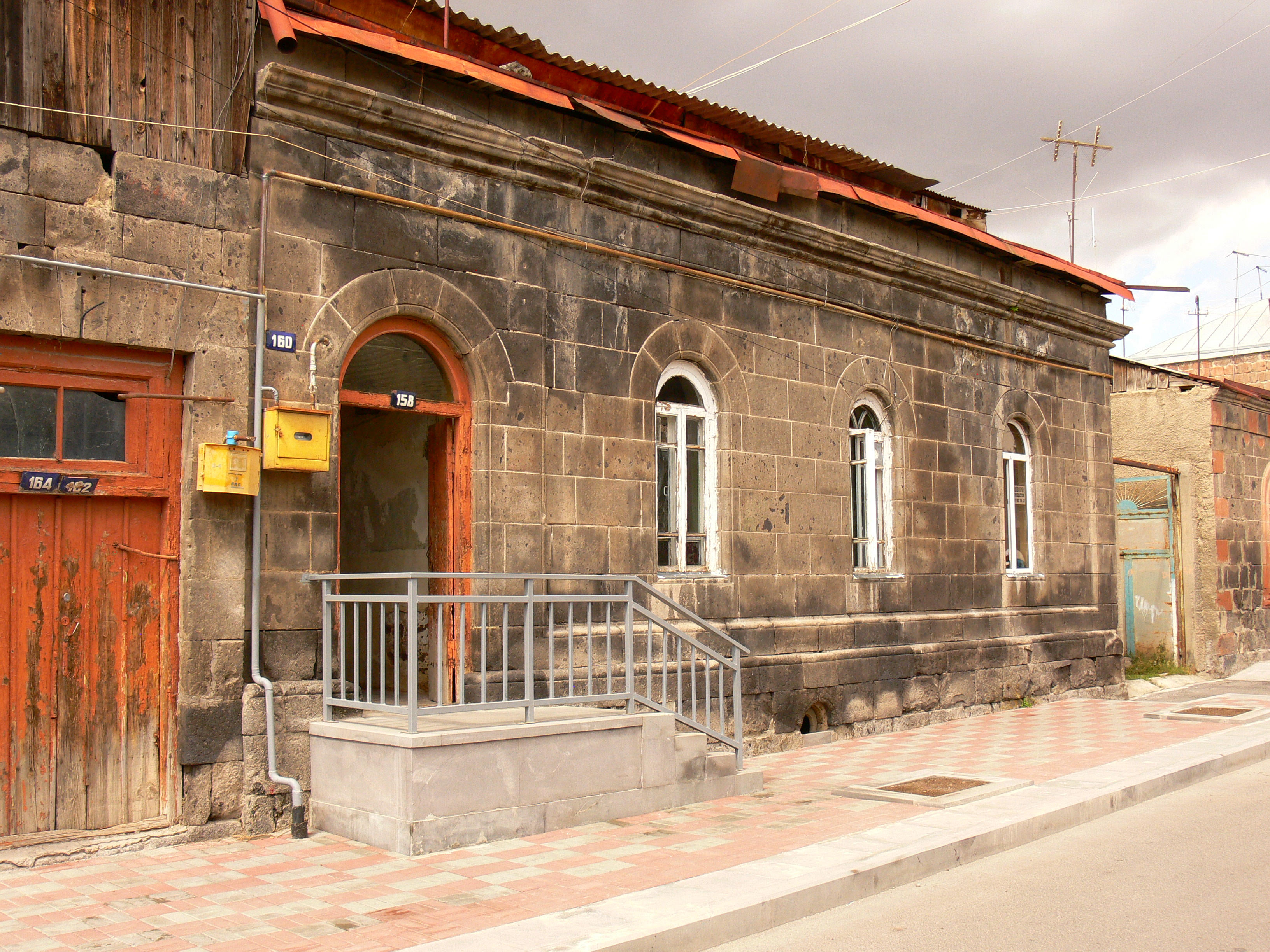
Dom mieszkalny, ul. Abchazja. 158, 160, koniec XIX wieku n.e. (To jest zdjęcie pomnika w Armenii zidentyfikowanego za pomocą identyfikatora 8.1/4.43)
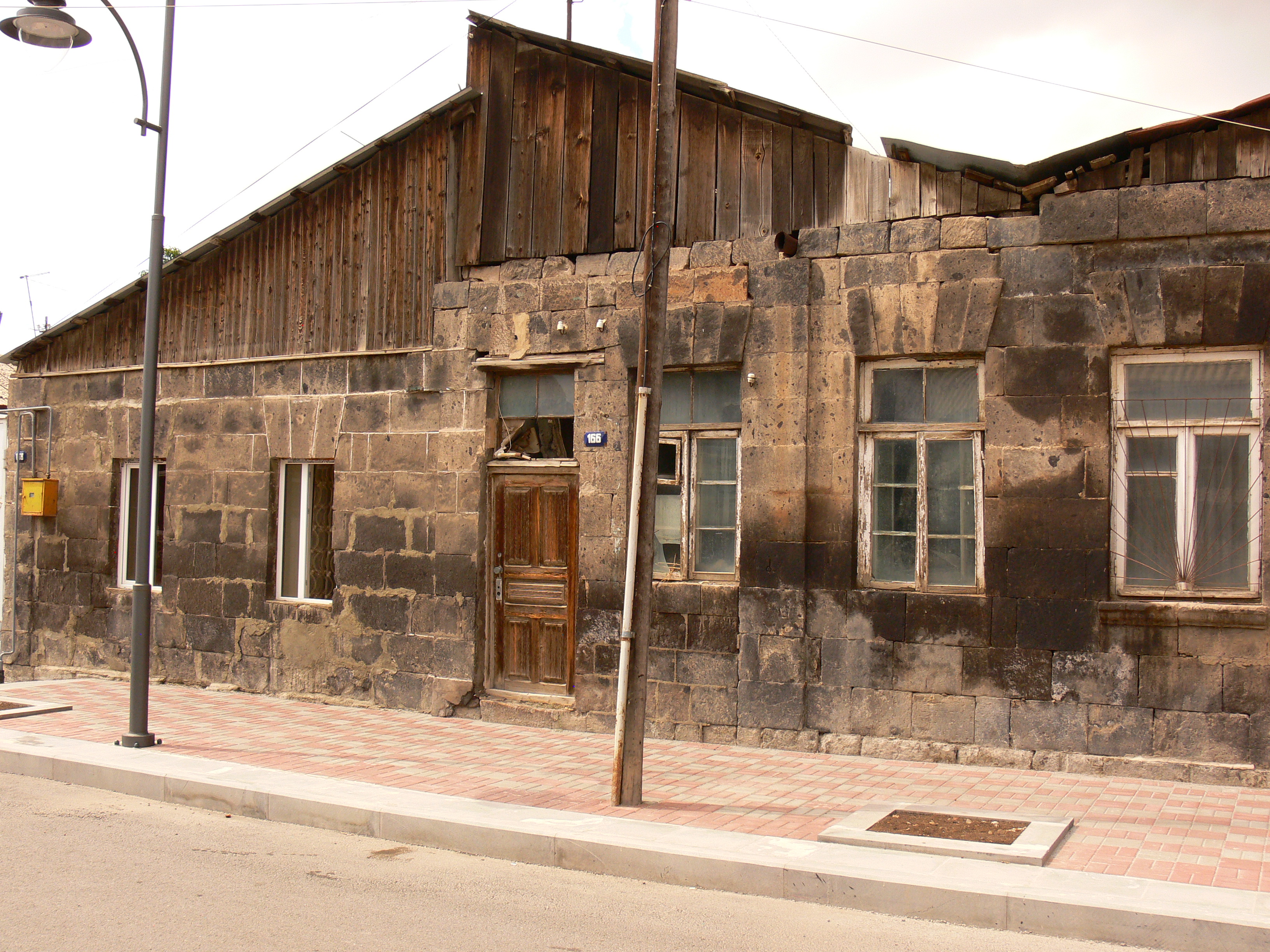
Dom mieszkalny, ul. Abchazja. 162, 164, 166, 168, 19 n.e. (To jest zdjęcie pomnika w Armenii zidentyfikowanego za pomocą identyfikatora 8.1/4.44)
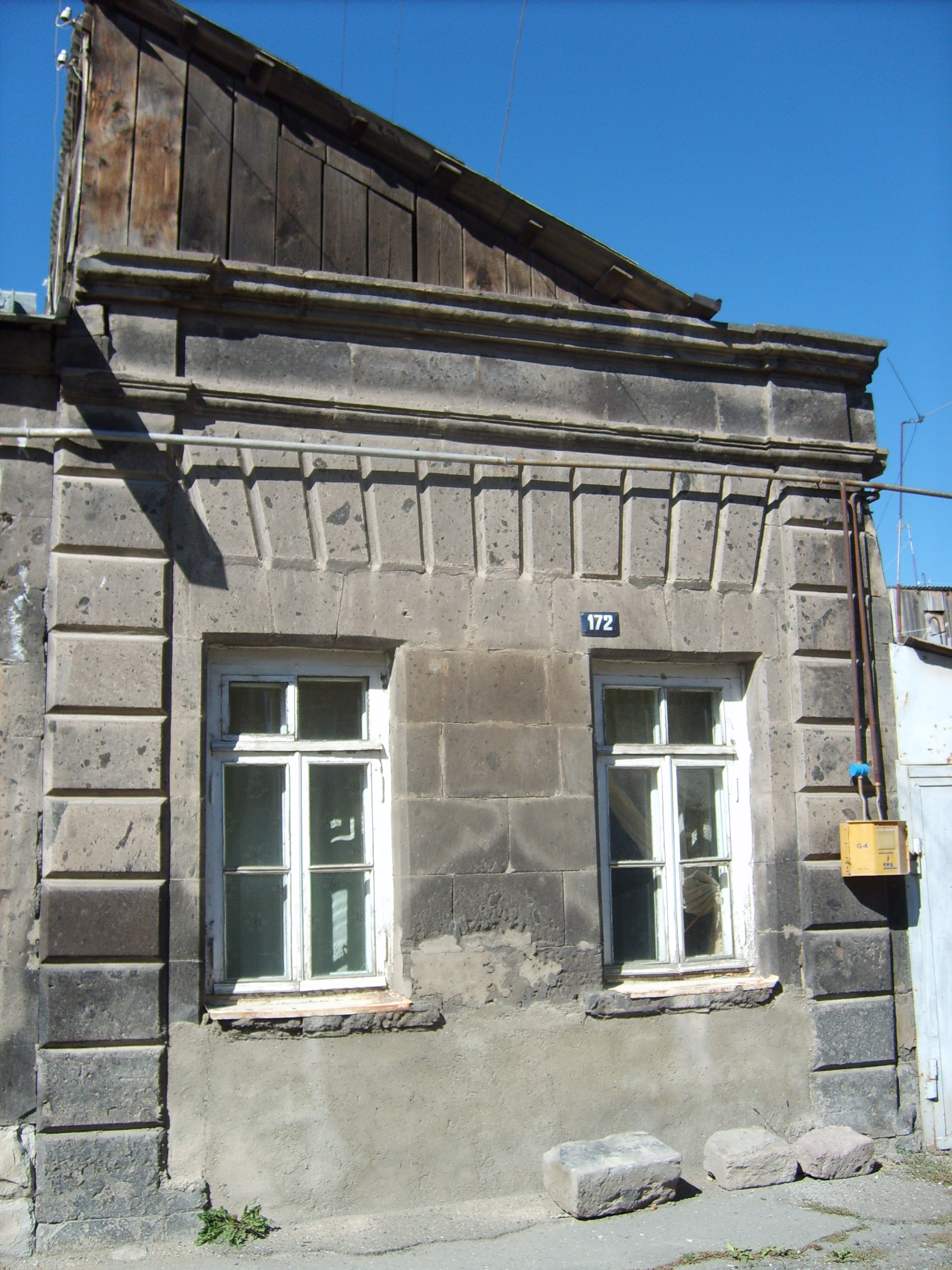
Abovian 172 (To jest zdjęcie pomnika w Armenii zidentyfikowanego za pomocą identyfikatora 8.1/4.46)
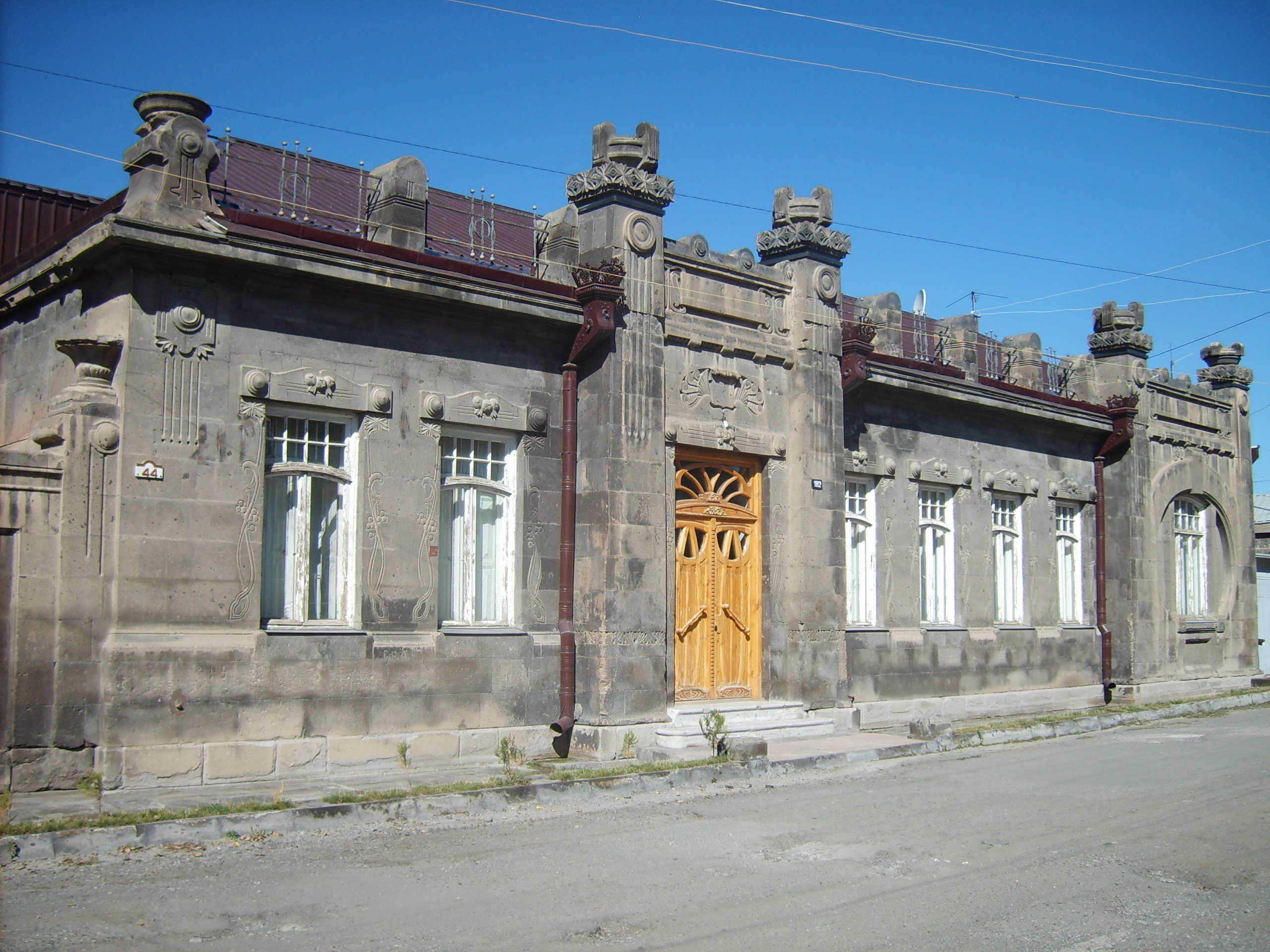
Abovian 182 (To jest zdjęcie pomnika w Armenii zidentyfikowanego za pomocą identyfikatora 8.1/4.49)
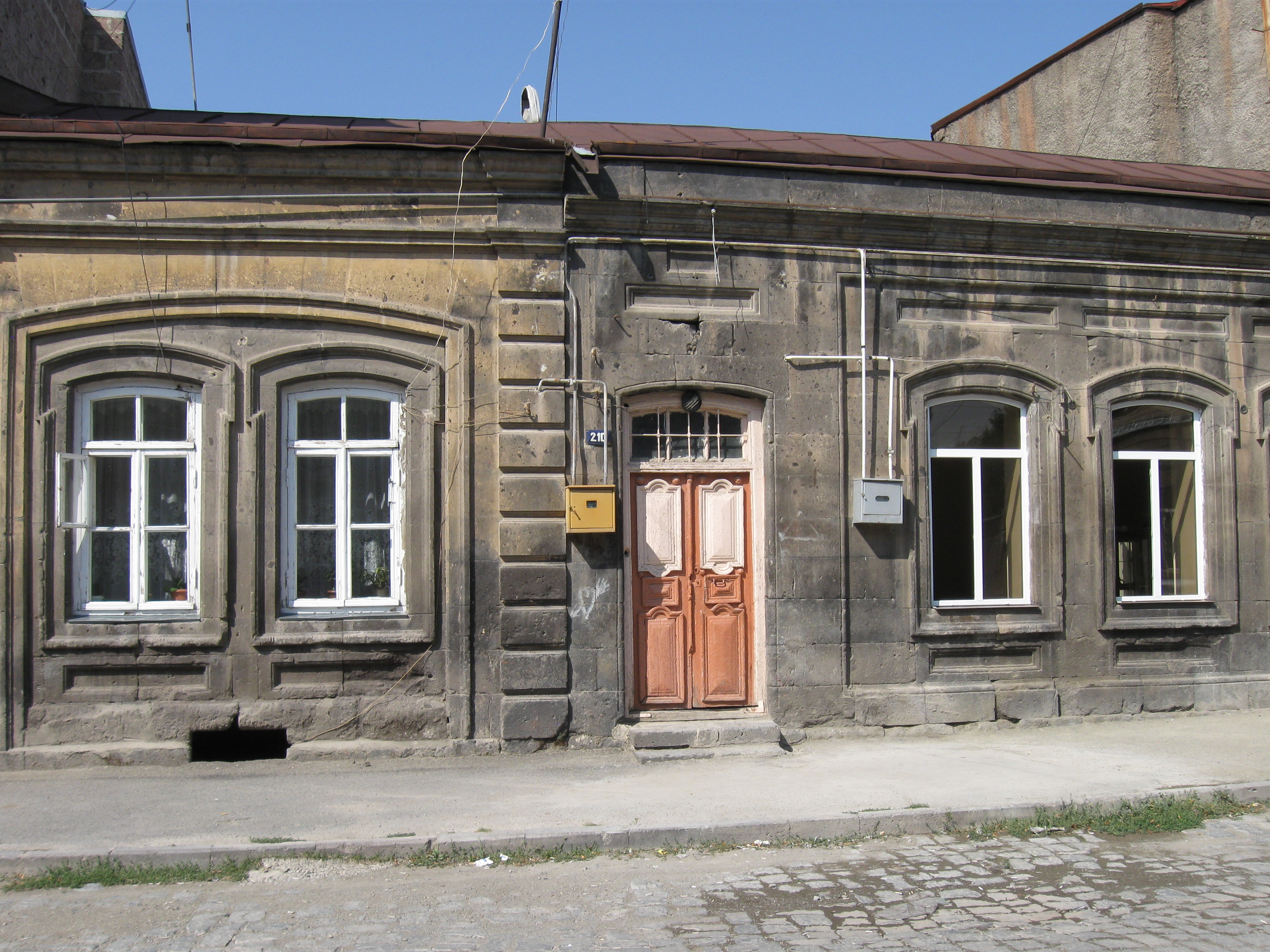
Mieszkalny dom, 20 d. początek, ul. Abovyana 210 (To jest zdjęcie pomnika w Armenii zidentyfikowanego za pomocą identyfikatora 8.1/4.472)
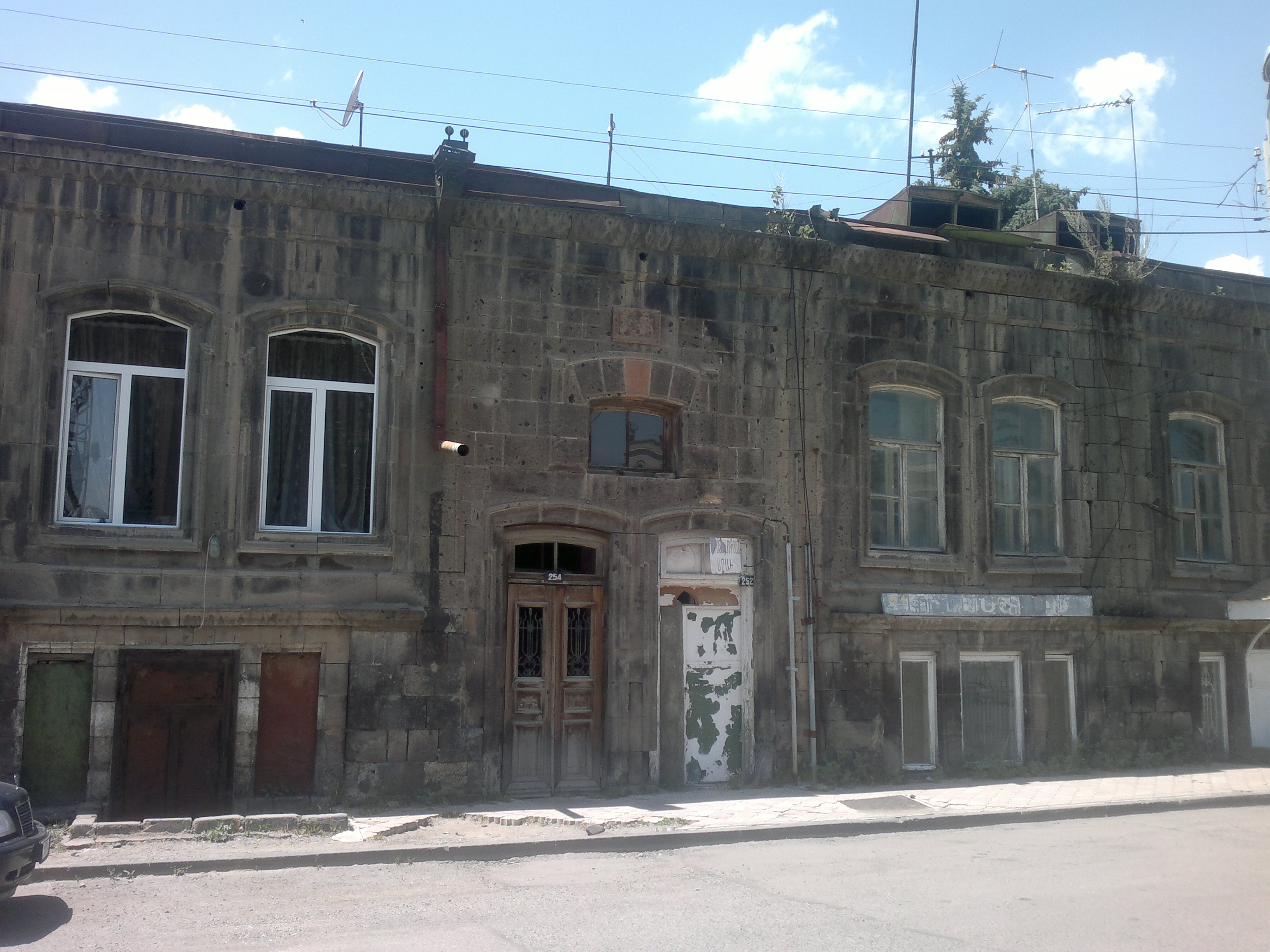
Dom w Gjumri, Abovian 252 (Jest to kategoria dotycząca pomnika w Armenii oznaczonego identyfikatorem ID 8.1/4.357)
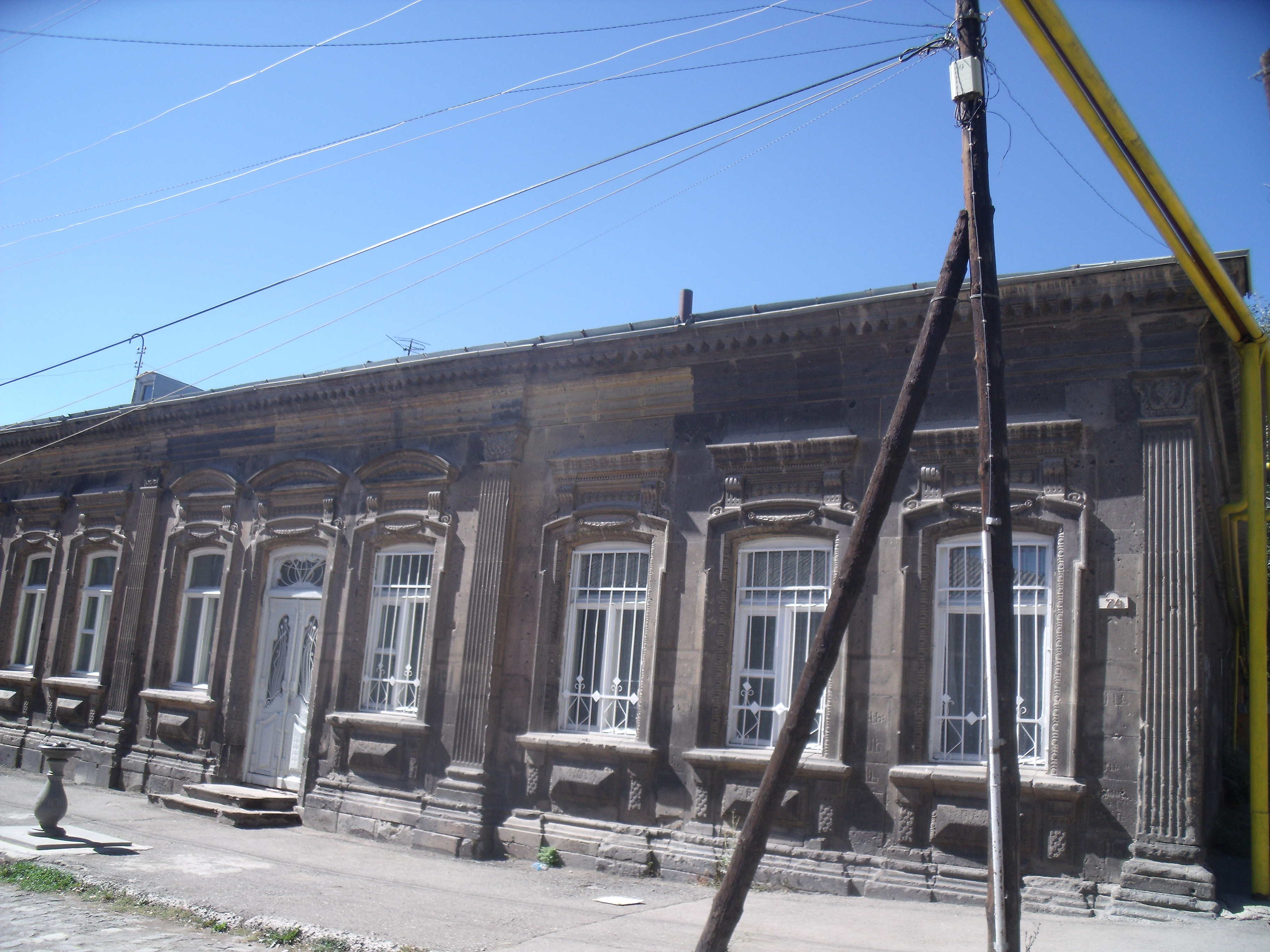
Z domów mieszkalnych na Rafie Koralowej 20 (To jest zdjęcie pomnika w Armenii zidentyfikowanego za pomocą identyfikatora 8.1/4.918)
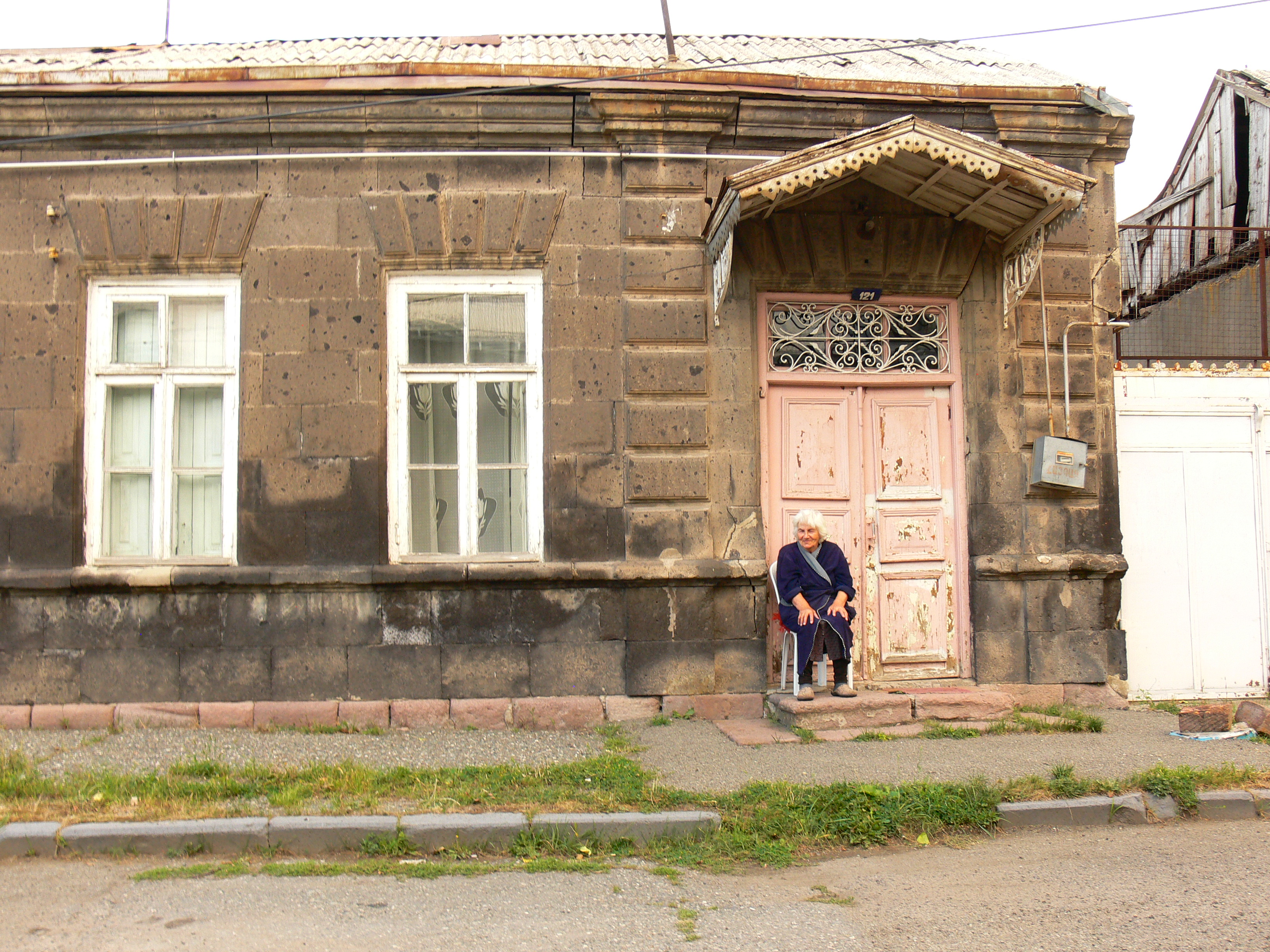
Dom mieszkalny, ul. Atharbek. 121, początek XX w. n.e., dynastia G. Shilajyana (To jest zdjęcie pomnika w Armenii zidentyfikowanego za pomocą identyfikatora 8.1/4.479)
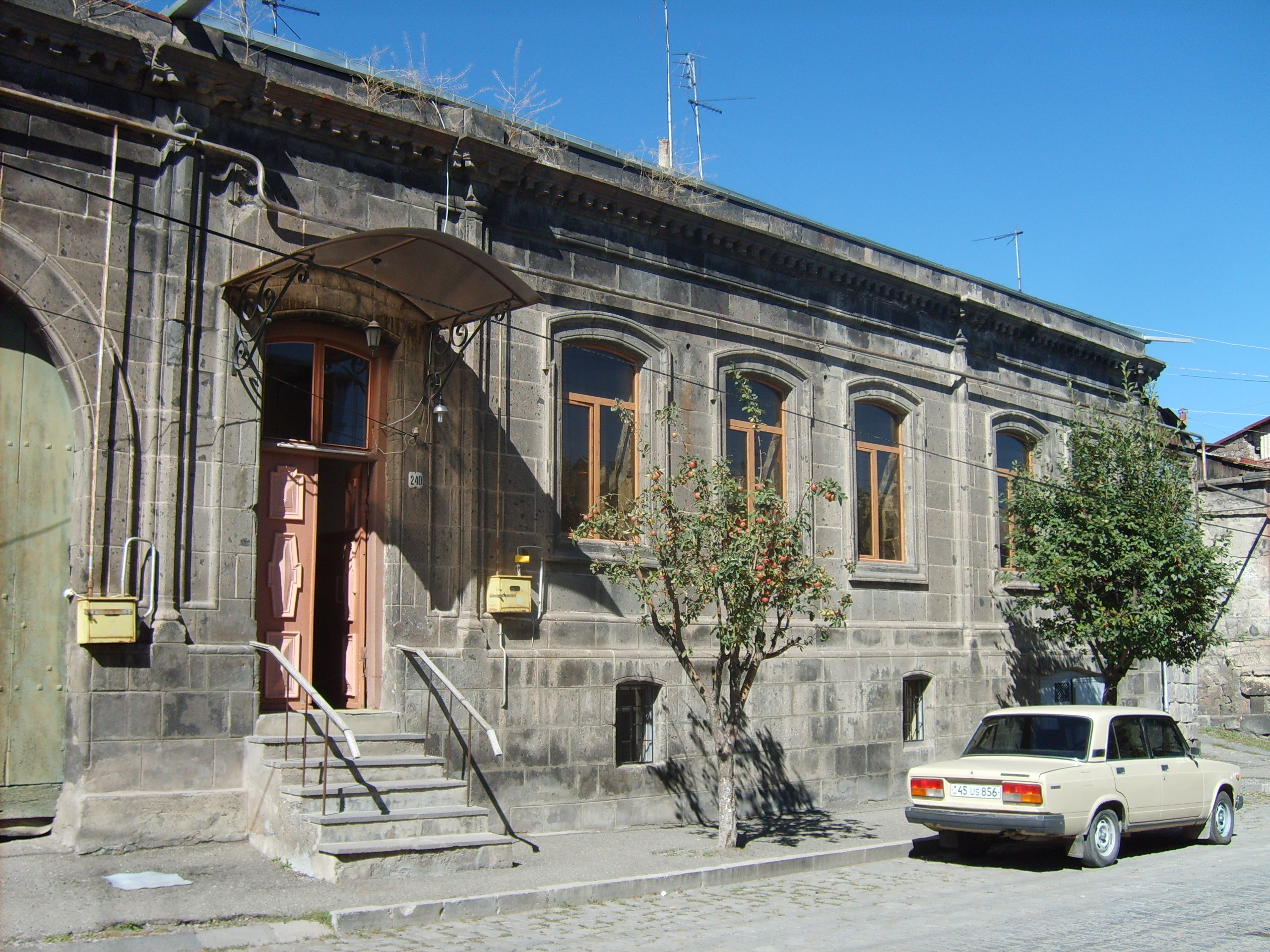
Ghorghanian 240 (To jest zdjęcie pomnika w Armenii zidentyfikowanego przez dowód osobisty)
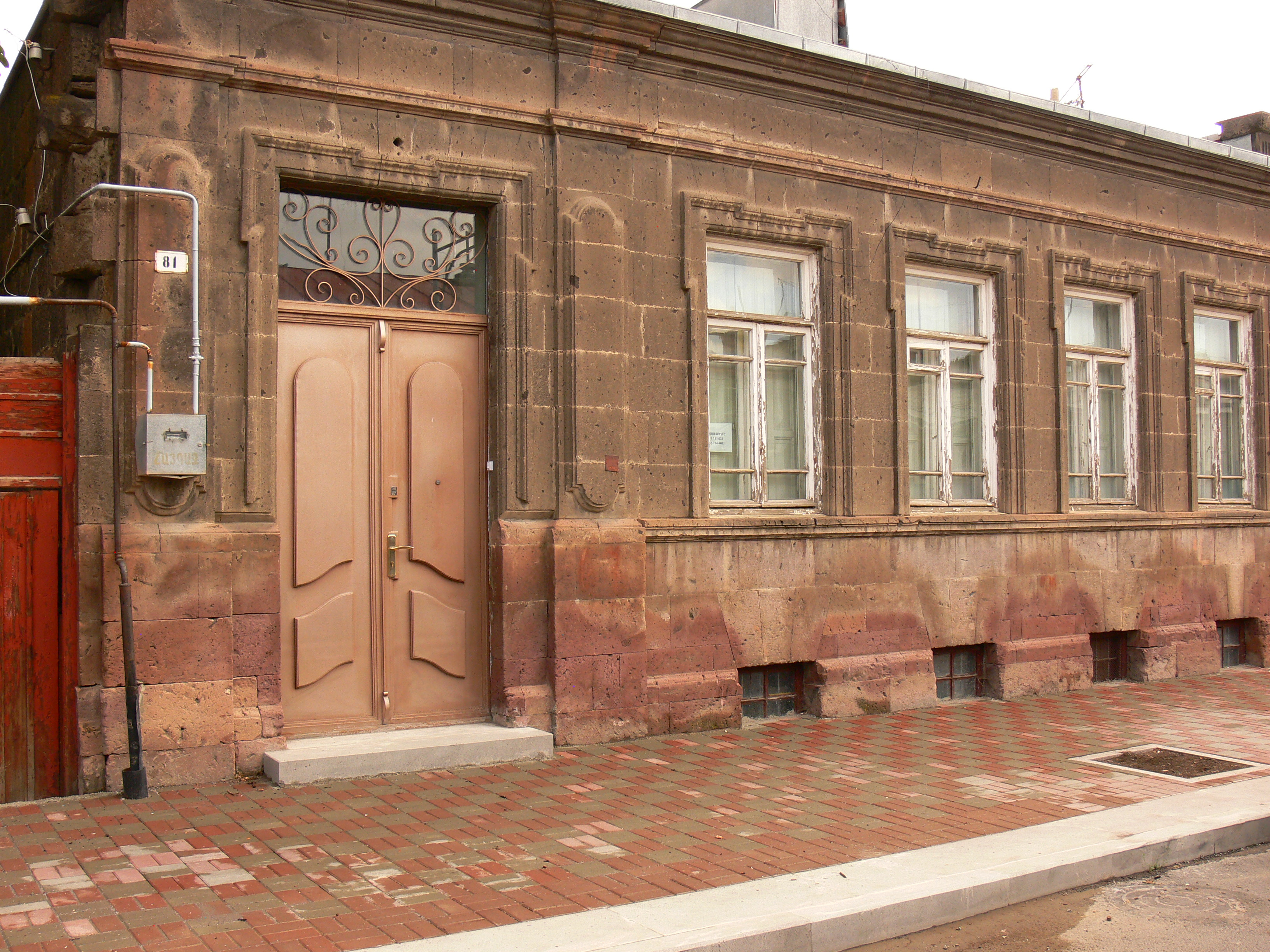
Dom mieszkalny, ulica Lorraine. 81, 19 n.e. (To jest zdjęcie pomnika w Armenii zidentyfikowanego za pomocą identyfikatora 8.1/4.148)
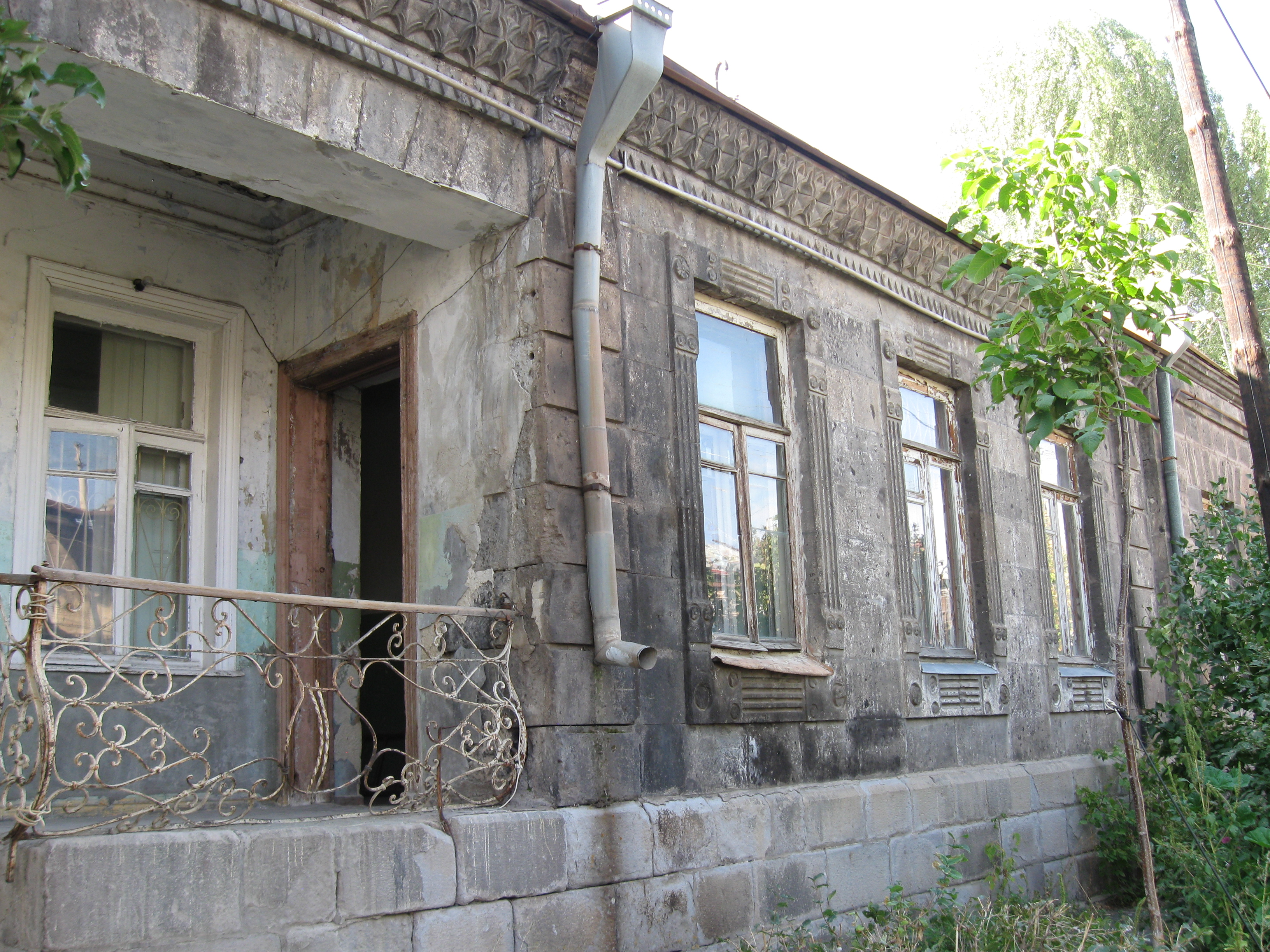
Dom mieszkalny przy ulicy Haniesoghlan, koniec XIX wieku - początek XX wieku 6 (To jest zdjęcie pomnika w Armenii zidentyfikowanego za pomocą identyfikatora 8.1/4.424)
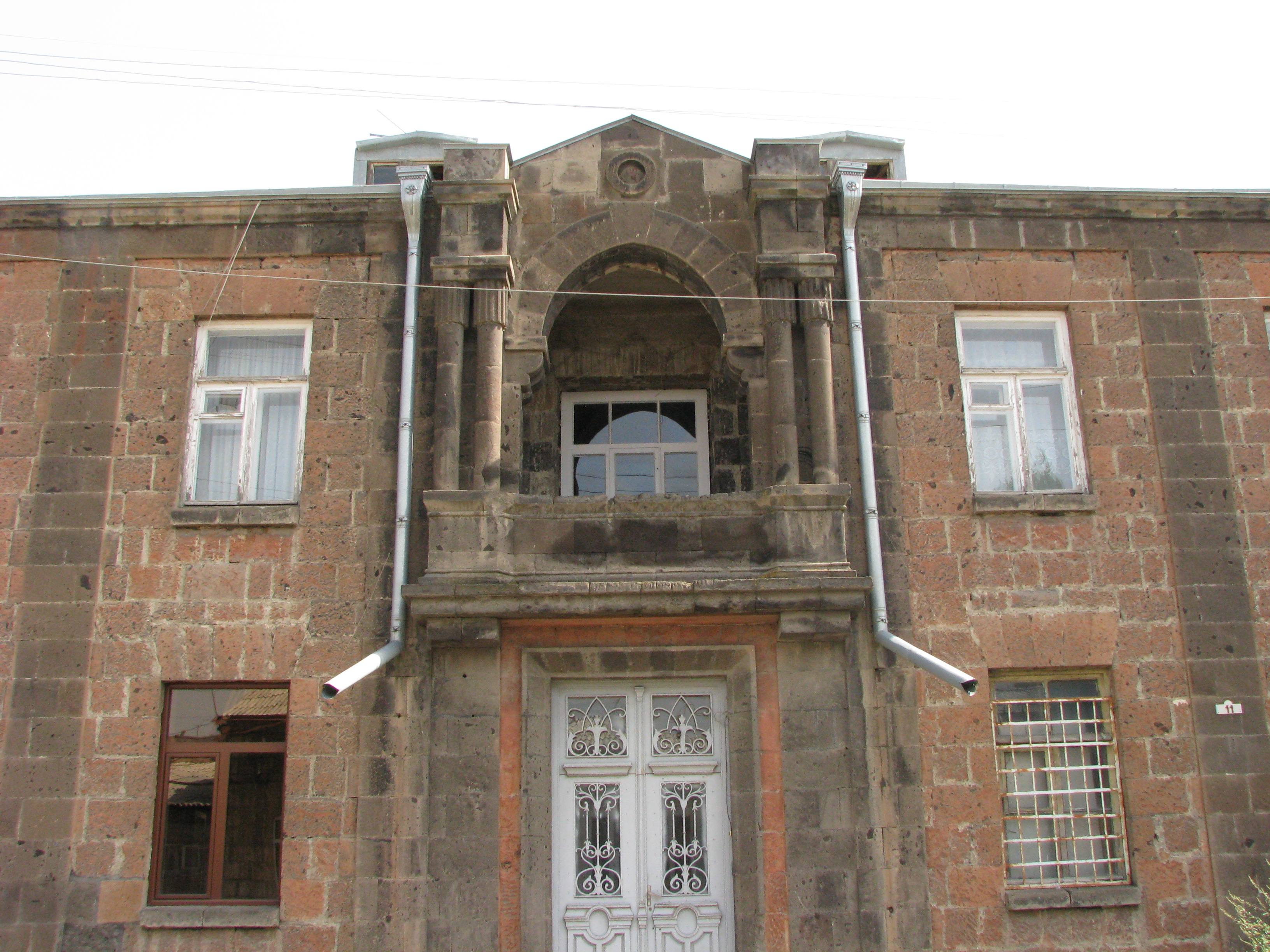
Dom mieszkalny przy ulicy Dżiwanu 11 w Giumri (To jest zdjęcie pomnika w Armenii zidentyfikowanego za pomocą identyfikatora 8.1/4.267)
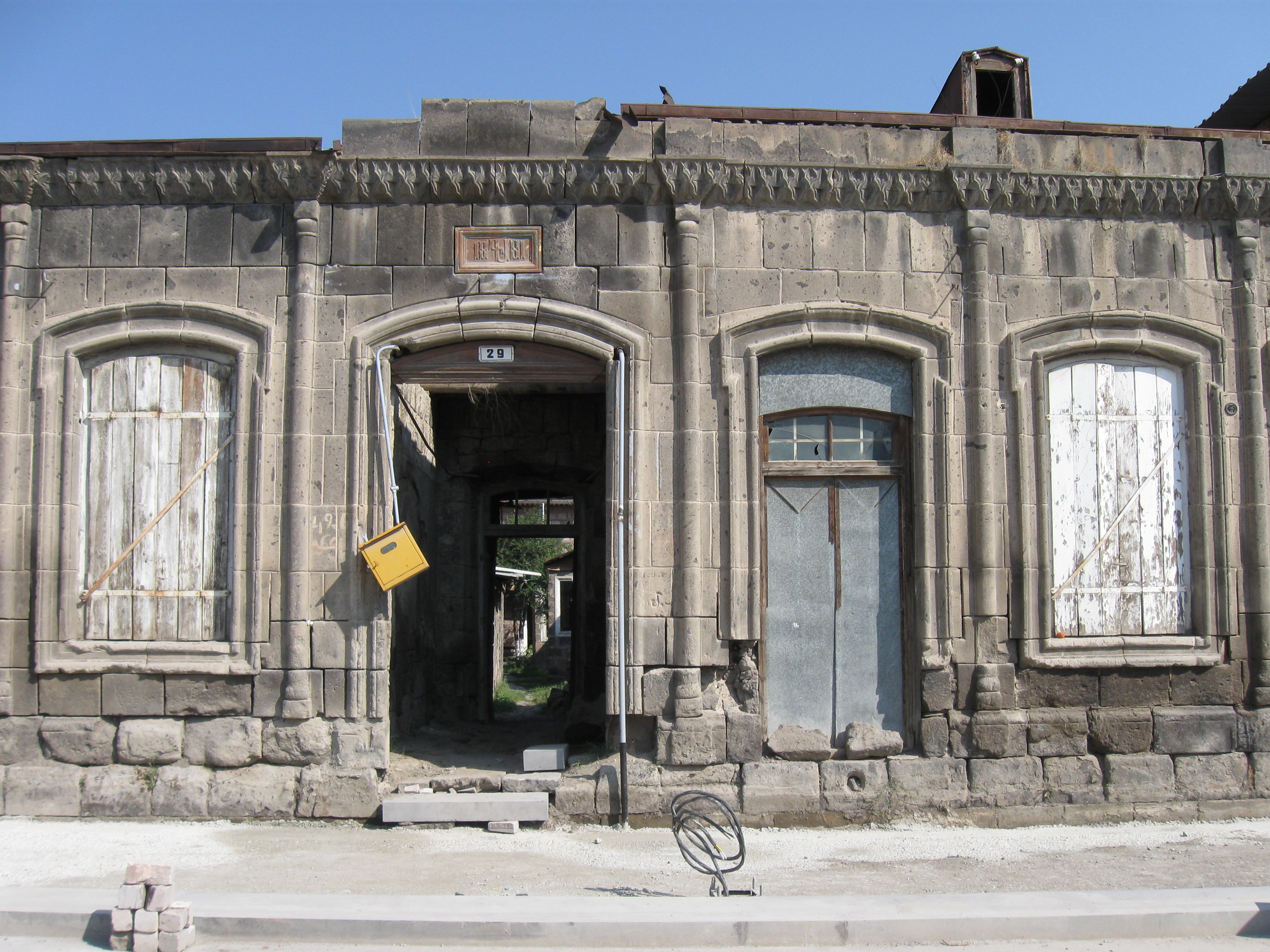
Mieszkalny dom, dom G. Sanoyan, ulica Rustaweli 29, koniec XIX wieku (To jest zdjęcie pomnika w Armenii zidentyfikowanego za pomocą identyfikatora 8.1/4.285)
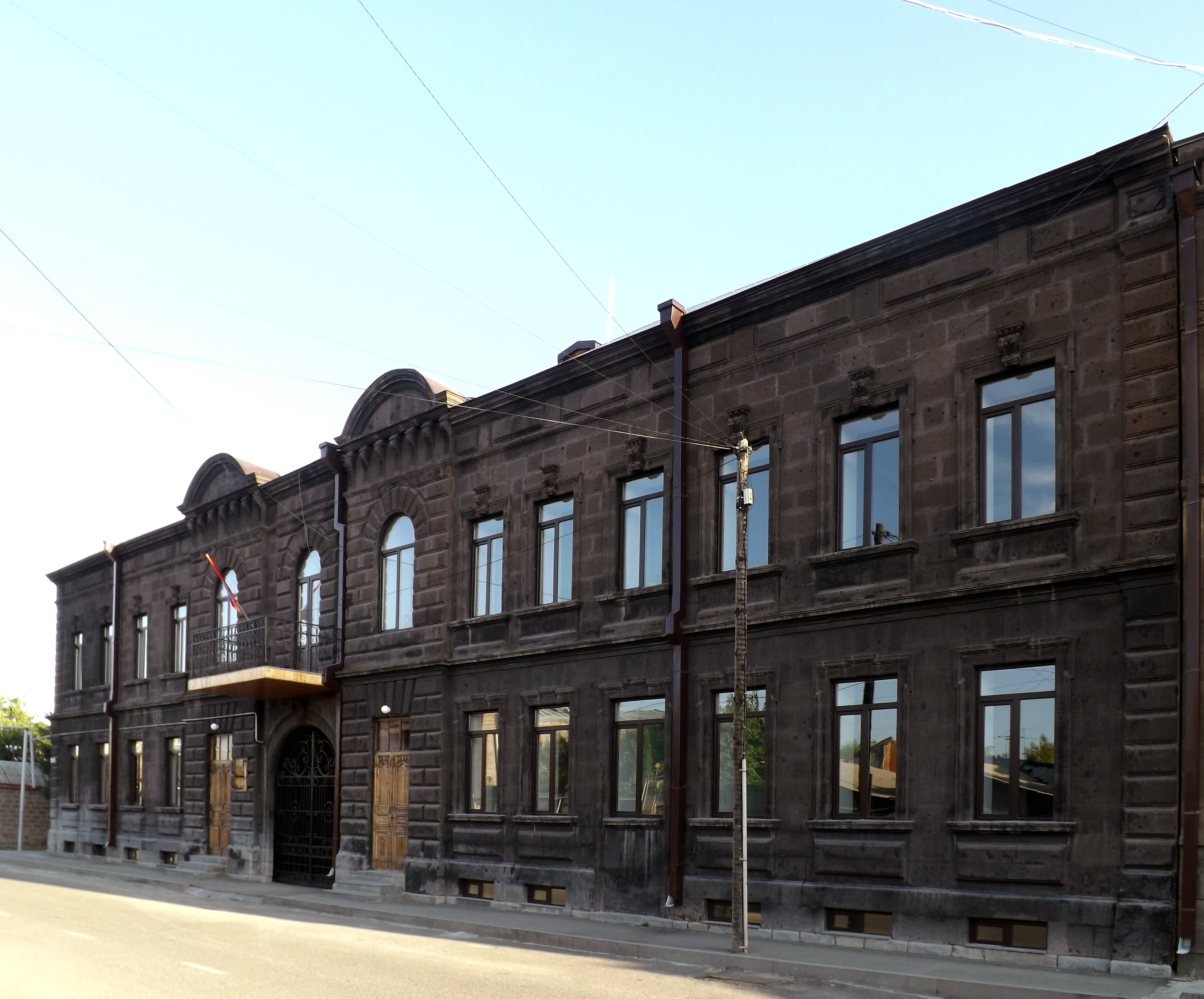
Budynku uczelni artystycznej w Giumri (To jest zdjęcie pomnika w Armenii zidentyfikowanego za pomocą identyfikatora 8.1/4.951)
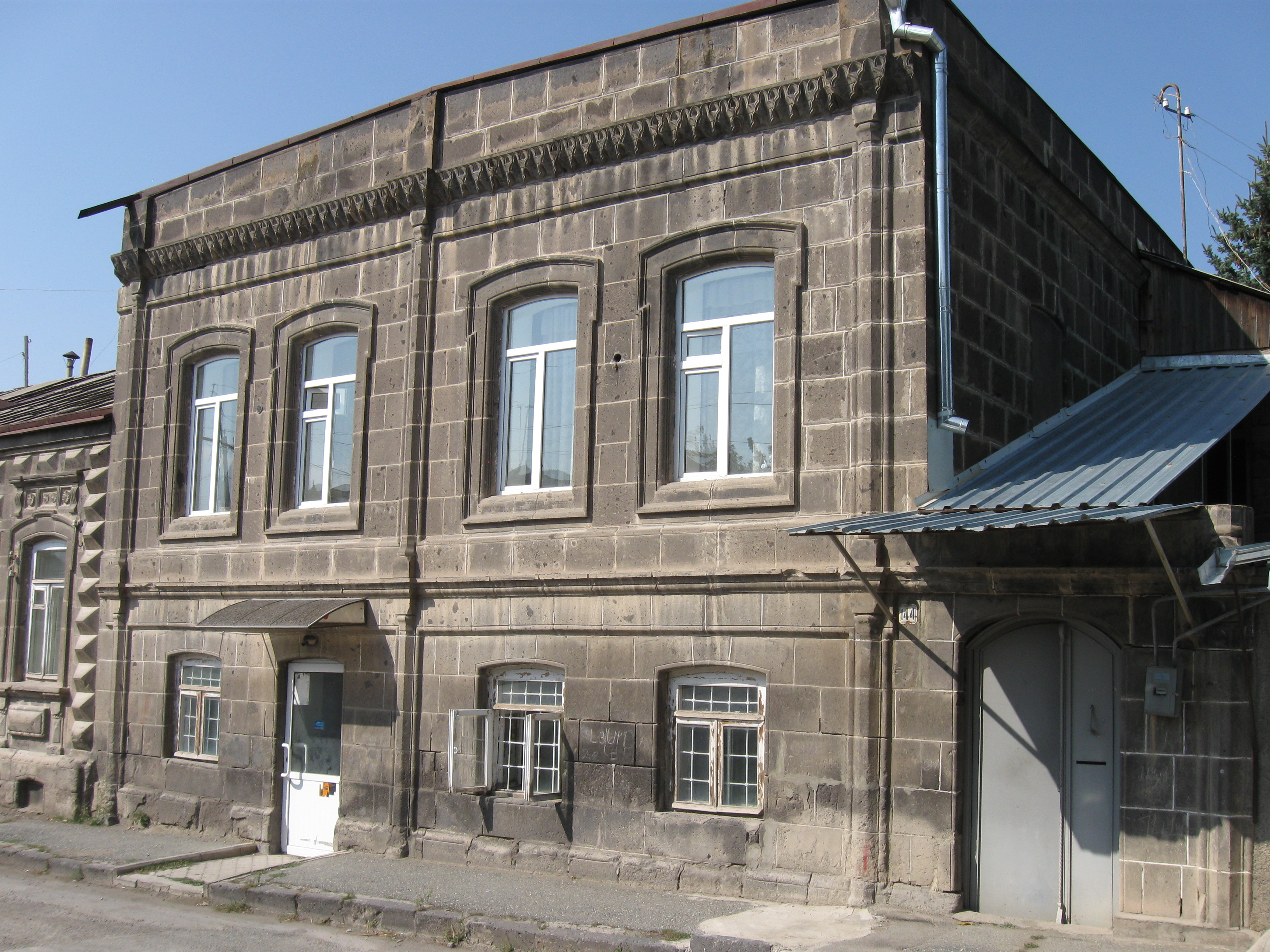
Dom mieszkalny, Dom Cameronów, 1881 r., ulica Shahumyan. 144 (To jest zdjęcie pomnika w Armenii zidentyfikowanego za pomocą identyfikatora 8.1/4.376)
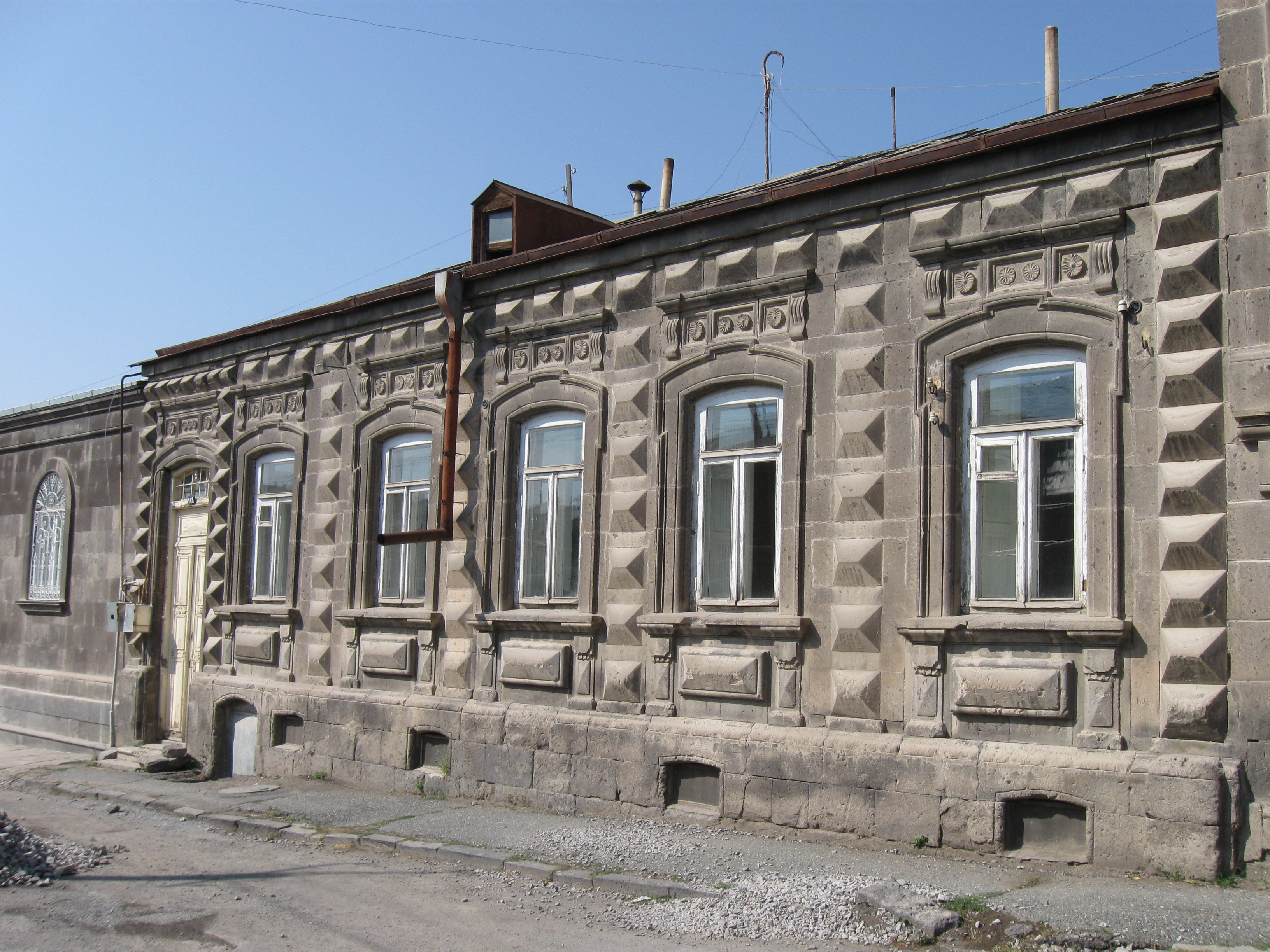
Dom mieszkalny, Dom Aleksandryjski, 1880 r., ulica Shahumyan. 148 (To jest zdjęcie pomnika w Armenii zidentyfikowanego za pomocą identyfikatora 8.1/4.375)
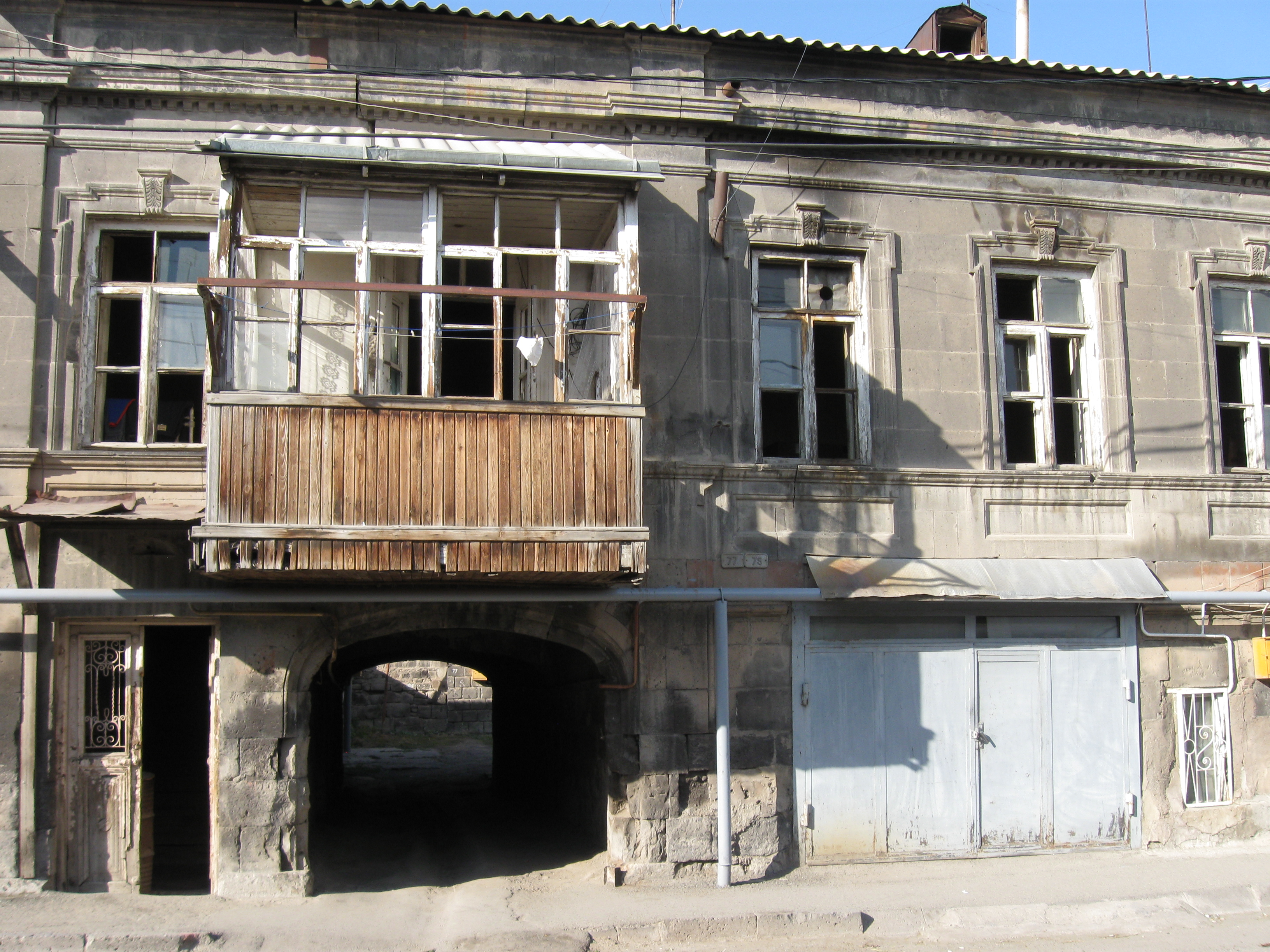
Dom mieszkalny pod koniec 19 roku n.e. 77, 79 (To jest zdjęcie pomnika w Armenii zidentyfikowanego za pomocą identyfikatora 8.1/4.330)
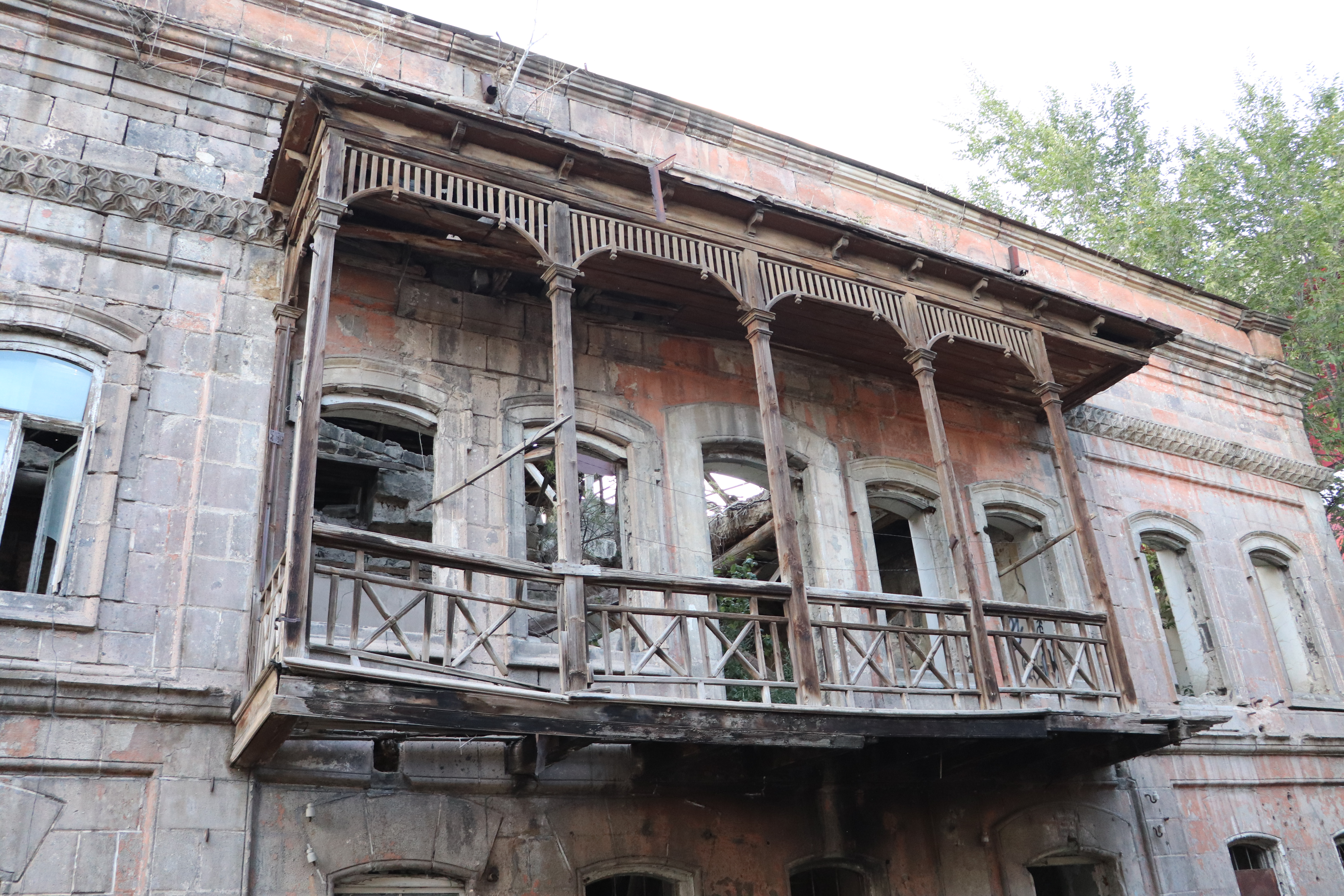
Stary Giumri 23 (To jest zdjęcie pomnika w Armenii zidentyfikowanego za pomocą identyfikatora 8.1/4.1)
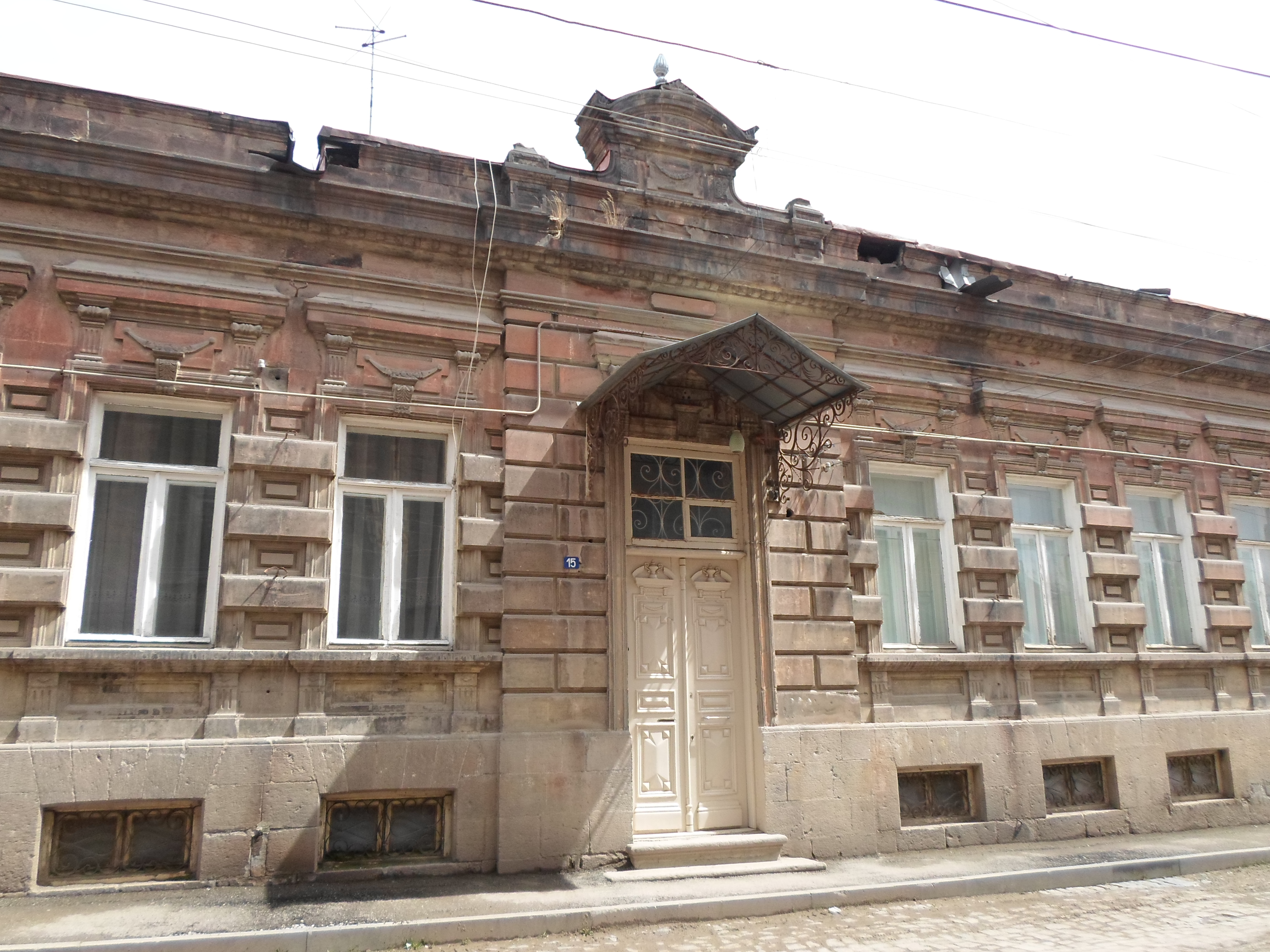
Akhemyan P. Dom 15, Dom Uzbekistanu (To jest zdjęcie pomnika w Armenii zidentyfikowanego za pomocą identyfikatora 8.1/4.68)
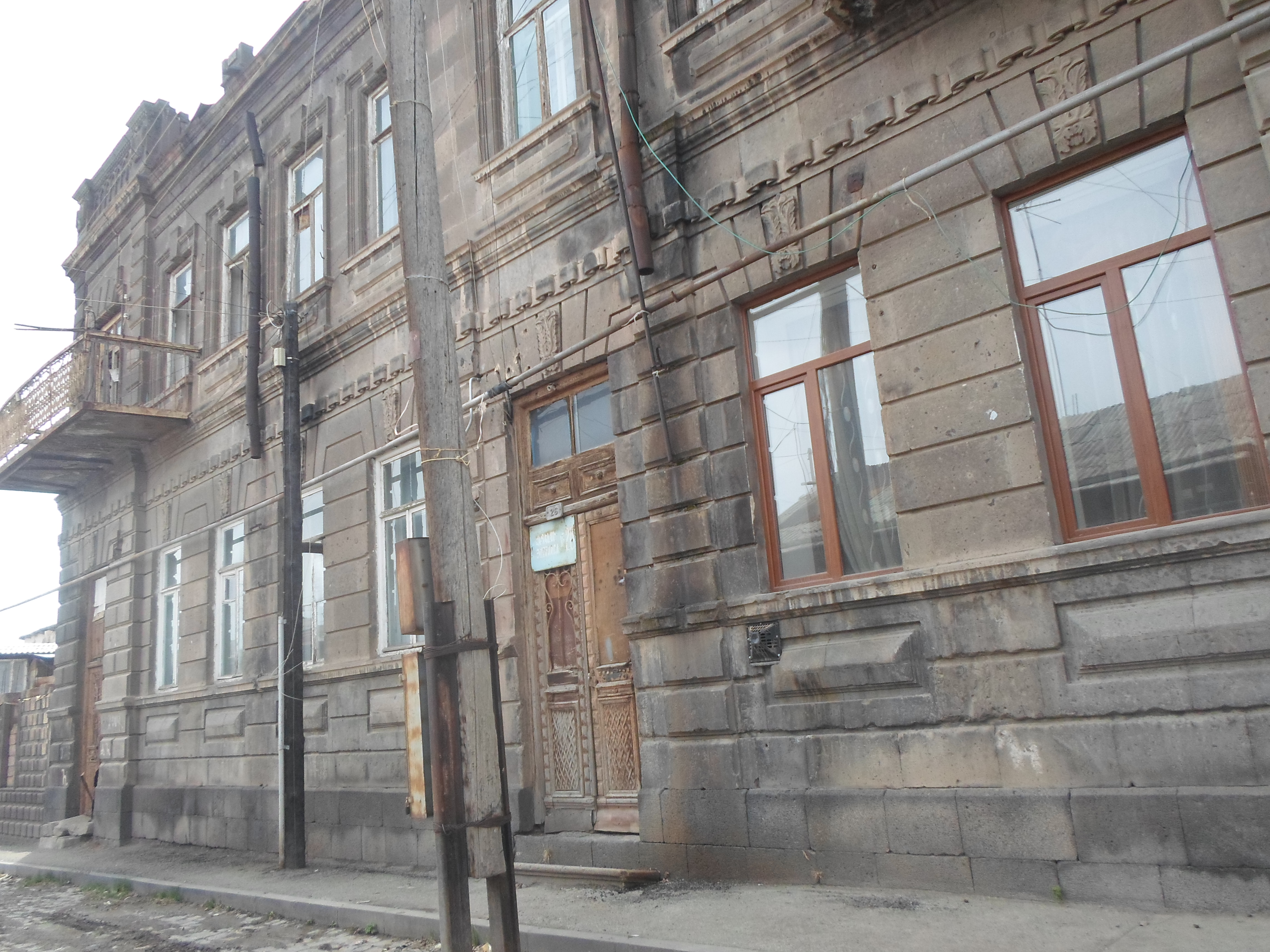
Pieniądze Achemjan. 26, Dom Elbaków (To jest zdjęcie pomnika w Armenii zidentyfikowanego za pomocą identyfikatora 8.1/4.71)
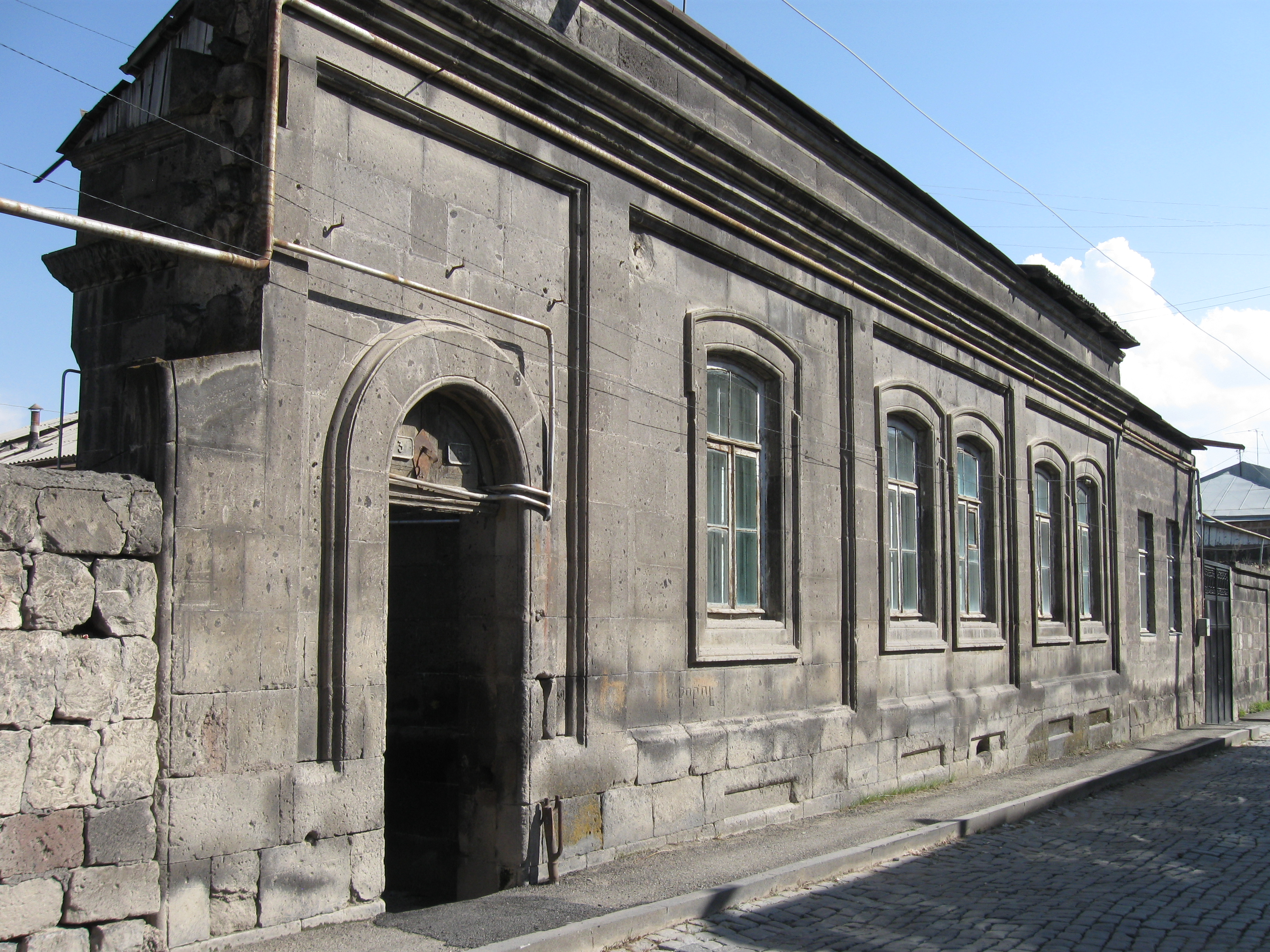
Dom mieszkalny, dom żołnierza Własowa (To jest zdjęcie pomnika w Armenii zidentyfikowanego za pomocą identyfikatora 8.1/4.63)